# حرب الوردتين
حرب الوردتين (بالإنجليزية: Wars of the Roses) هي حرب أهلية دارت معاركها على مدار ثلاثة عقود (1455م-1485م)، حول الأحق بكرسي العرش في إنجلترا بين أنصار كل من عائلة لانكاستر وعائلة يورك المنتميتين إلى عائلة بلانتاجانت بسبب نسبهما إلى الملك إدوراد الثالث، وقد كان شعارهما الوردتين المختلفتين في اللون (الأبيض والأحمر) فكان أول من أطلق على هذه الحرب مسمى «حرب الوردتين» هو ويليام شكسبير في مسرحيته الشهيرة هنري السادس، وبسبب ذلك سُميت بحرب الوردتين؛ حيث كانت الوردة الحمراء شعار أسرة لانكاستر والوردة البيضاء شعار أسرة يورك. كانت نتيجة هذه الحرب الأهلية بين الطرفين المنتميين لعائلة بلانتاجانت بفوز هنري تيودور من أسرة لانكاستر على آخر خصومه من أسرة يورك وهو الملك ريتشارد الثالث وتزوجه من الأميرة إليزابيث ابنة الملك إدوارد الرابع لوضع نهاية لحرب الوردتين. يُذكر أن أسرة تيودور حكمت إنجلترا وويلز لمدة 118 سنة (1485-1603).

## الأسماء والرموز

شعار لانكاستر الوردة الحمراء

مسمى  حرب الوردتين يشير إلى شعار النبالة لأسرتين ملكيتين كان شعارهما النبيل ينتمي إلى نوع من الورود، فقد كانت الوردة الحمراء هي شعار أسرة لانكاستر بينما الوردة البيضاء شعار أسرة يورك. وقد استخدم هذا المسمى في القرن 19 بعدما نشر السير والتر سكوت روايته الشهيرة آن من غايرشتاين التي فيها تحدث عن انتصار أسرة يورك في معركة توكسبوري. وقد استمد هذا المسمى من مشهد لإحدى مسرحيات شكسبير والتي تدعى  هنري السادس  التي يظهر فيها مجموعة من النبلاء والمحامون وهم يقتطفون مجموعة من الورود البيضاء أو الحمراء على التوالي في حدائق معبد الكنيسة لإظهار الولاء للأسرتين المتحاربتين.

شعار يورك الوردة البيضاء

استخدمت أسرة يورك رمز الوردة البيضاء كشعار النبالة لهم في بداية المعارك لحرب الوردتين بينما أسرة لانكاستر لم تعتمد شعار الوردة الحمراء إلا بعدما انتصروا في معركة بوسوورث في عام 1485 على يد القائد هنري تيودور وبعد أن توحدت الأسرتان الملكيتان تشكل شعار جديد جامعاً وموحداً فيها كلا الأسرتين أطلق على هذا الشعار وردة تيودور.
ارتدى معظم المشاركين في هذه الحرب شارة شعار مرتبطة بكونها خاصة فقط للوردات والرعاة اللذين لهم ارتباط مباشر في نظام «الاقتطاع الفاسد» المنتشر في ذلك الزمان. فقد حمل جيش هنري تيودور في معركة بوسورث التنين الويليزي بينما حمل جيش يورك راية كان يستخدمها الملك ريتشارد الثالث والمتمثلة في الخنزير الأبيض.
مع أن ارتباط مسمى الأسرتين يأتي من مدينتي يورك ولانكاستر إلا أن الدوق لهم من الأهمية في ذلك، فقد كانت المكاتب والأراضي المقتطعة تحت إمرة دوقية لانكاستر في غلوسترشير شمال ويلز وتشيشير بينما القلاع والعقارات المنتشرة في جميع أنحاء إنجلترا فقد كانت تحت إمرة دوقية يورك و (إيرل مارس الذي ورثه ريتشارد يورك).

## ملخص أحداث هذه الحرب
أنشأ هنري بولينجبروك بيت لانكاستر للسلطة عام 1399، عندما عزل ابن عمه الملك ريتشارد الثالث وتوّج نفسه ليكون ملكاً لإنجلترا بدلاً منه وليصبح فيما بعد باسم هنري الرابع، وبعد وفاته حافظ على العرش ابنه هنري الخامس ليتوج ملكاً وهو في سن صغيرة خلفاً لأبيه الملك هنري الرابع ومن ثم ابنه الملك هنري السادس. وتنحدر أسرة لانكاستر من أول دوق لأسرة لانكاستر كان يدعى جون غونت وهو الابن الثالث لإدوارد الثالث.
طعن الدوق الثالث من أسرة يورك ريتشارد يورك والذي كان قد شغل عدة مناصب مهمة في الدولة شرعية التاج الملكي لهنري السادس وعدم أحقيته لأن يكون ملكاً فتشاجر مع رجل بارز من أسرة لانكاستر في المحكمة مع زوجة الملك هنري السادس مارغريت.
مع أنه كانت هناك معارك في السابق بين العائلتين إلا أن معركة سانت ألبانز الأولى والتي تبعد 20 ميلاً عن لندن في عام 1455م هي البداية الحقيقة لهذه الحرب وذلك بسبب وفاة أشخاص بارزين من أسرة لانكاستر فيها، أصبحت الحرب على أشدها وأخذ ورثة أسرة لانكاستر على عاتقهم حمل الثأر لمن مات منهم. وقد حصل في وقت ما السلام بطلب من مارغريت أنجو ومحاولة تأثيرها على أسرة يورك لوضع حد لسفك الدماء، ولكنه كان سلاماً مؤقتاً سرعان ما استؤنف القتال بعنفٍ أكبر في 1459، فأُجبر ريتشارد يورك وأنصاره على ترك البلاد، ولكن ريتشارد نيفيل وهو أحد أبرز مؤيديه غزا إنجلترا واقتحم مدينة كاليه فأسر الملك هنري السادس في معركة نورثهامبتون وبسبب ذلك عاد ريتشارد يورك إلى البلاد وأصبح الوصي على العرش.
في ديسمبر 1460 اجتمعت قوات الملكة مارغريت - التي كانت تخشى من فقدان ابنها ميراث العرش - مع قوات نبلاء أسرة لانكاستر في شمال انجلترا للإطاحة بريتشارد يورك، فدارت معركة ويكفيلد والتي قتل فيها ريتشارد مع ابنه الثاني إدموند. بعد ذلك تقدم جيش لانكاستر نحو الجنوب وهزم جيش يورك في معركة سانت ألبانز الثانية  وأُنقذ الملك هنري السادس من الأسر، ولكن بسبب فشلهم في احتلال مدينة لندن تراجعوا نحو الشمال. في ذلك الوقت أُعلن في لندن أن ابن ريتشارد الأكبر إيرل مارس إدوارد هو الوصي الشرعي على العرش ولقب نفسه باسم إدوارد الرابع ليكون أول ملوك إنجلترا من أسرة يورك ، وفي مارس عام 1461 م جمع جيوشه في معركة توتون وانتصر فيها على جيش أسرة لانكاستر.

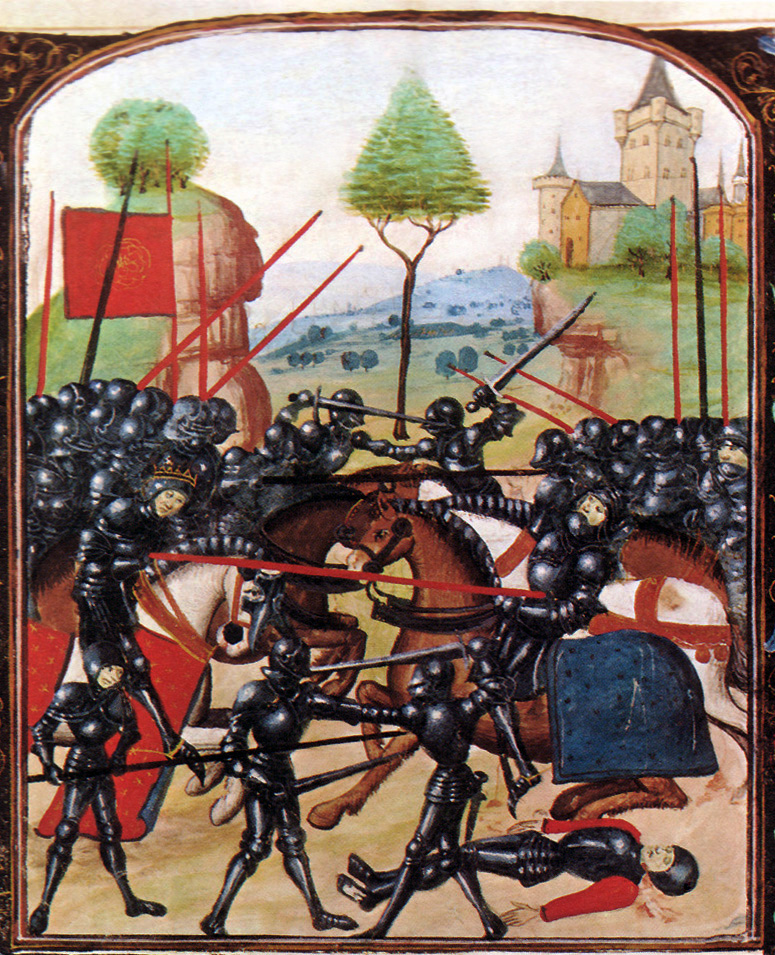
صورة فلمنكية شبه معاصرة لمعركة بارنيت في عام 1471.

في عام 1464 م بعد قمع ثورات أسرة لانكاستر في شمال البلاد وأسر الملك هنري السادس للمرة الثانية، شبَّ خلاف بين إدوارد الرابع ومؤيده ومستشاره إيرل وارويك والذي كان يلقب بـ (صانع الملوك) ووصل اختلافه إلى نفوره من أفراد أسرته وأصدقاؤه وتفضيله عائلة ملكته إليزابيث وودفيل التي تزوجها بالسر. وقد حاول وارويك عزل الملك إدوارد الرابع ووضع شقيقه جورج ريتشارد في مكانه لأنه أراد أن يعيد العرش إلى الملك هنري السادس، كانت النتيجة انتصار إدوارد الرابع في معركة بارنيت في شهر أبريل من عام 1471م والتي فيها قُتل وارويك وقد حصل كل هذا بعد عامين من التغيرات السريعة لهذه الثورة. في شهر مايو من نفس العام وقعت معركة توكسبوري والتي فيها أُعدم قائد جيش لانكاستر إدوارد وستمنستر بعد انتهاء المعركة، وبعد عدة أيام من موت إدوارد وستمنستر قُتل الملك هنري السادس بعدما كان أسيراً في برج لندن، وفي موته انتهى حكم أسرة لانكاستر لتولي العرش والخلافة.
بعد أن عمَّ السلام لفترة من الزمن في هذه الحرب توفي الملك إدوارد الرابع سنة 1483 م مخلفاً وراءه ابنه إدوارد الخامس الذي لم يتجاوز عمره الإثنا عشرة سنة. كانت هناك ترتيبات رسمية في 4 مايو لتنصيب الملك الصغير على الحكم بعد وفاة والده ولكنه تأجَّل إلى 25 يونيو. قام ريتشارد الثالث بتقديم اعتراضٍ قبل تتويج الملك الصغير قائلاً فيه بأن جميع أبناء شقيقه إدوارد الرابع غير شرعيين وطعن في شرعية زواج شقيقه على إليزابيث وودفيل ليستولي على العرش، وقد استطاع بحيلته هذه أن يحصل على موافقة مجلس اللوردات ومجلس العموم بعدم أحقية الأبناء بالحكم وأنه هو الأحق في ذلك، وفي 6 يوليو من نفس العام تُوج ليكون ريتشارد الثالث ملك إنجلترا.
بعد توليه للحكم سجن ابني شقيقه الصغيران (الملك الصغير إدوارد الخامس والأمير ريتشارد شروزبري) في برج لندن وكانت آخر مرة شوهد فيها الأميران الصغيران في شهر أغسطس قبل أن يختفيا، ومن هناك ظهرت تكهنات بأنهما قُتلا في ظروف غامضه بأوامر من عمها ريتشارد، مما أدى إلى ظهور أسطورة أميرا البرج على ألسنة الناس حتى زمننا هذا، بالإضافة إلى إبعاد والدتهما الملكة إليزابيث وودفيل من كل شيء له علاقه بالسلطة.
ظهر أحد الأقارب لأسرة لانكاستر يدعى هنري تيودو ومع أن لقب عائلته هو تيودور إلا أن صلته بأسرة لانكاستر ورثها من أمه مارغريت بورفورت فقد كان والدها جون بوفورت هو حفيد الملك إدوارد الثالث من ابنه جون غونت. في عام 1485 م وقعت معركة بوسوورث بين هنري تيودو والملك ريتشارد الثالث وكانت نتيجة هذه المعركة مقتل آخر ملوك أسرة يورك الملك ريتشارد الثالث وتنصيب هنري تيودور لتولي الحكم على إنجلترا، ولقب نفسه بالملك هنري السابع ووضع نهاية لحرب الوردتين بأن تزوج من ابنة الملك إدوارد الرابع والتي تدعى إليزابيث يورك الشقيقة الكبرى لأميرا البرج الصغيرين اللذان اختفيا في ظروف غامضة ببرج لندن.
ظهرت ثورات من أسرة يورك في عام 1487 تطالب بأحقيتهم لتولي العرش من بينهم إيرل جون دي لابول وشخص آخر يدعى لامبرت سيمنل طالب بعرش إنجلترا بسب ادعائه بأنه إدوارد بلانتاجنت وهو أحد أبناء جورج بلانتيجينيه مهدداً بذلك الملك هنري السابع ووقوع معارك ضارية مع أن معظم أحفاد ريتشارد يورك الباقين مسجونين إلا أن التمرد والثورات لم تتوقف في عهد هنري السابع حتى عام 1497 حينما إدّعى بيركن واربيك بأنه ابن إدوارد الرابع -أحد الأميران المختفيان في برج لندن- فقام الملك هنري السابع بسجنه ومن ثم بإعدامه في وقت لاحق.

## جذور النزاع

### وضع المملكة
صدقت الشعوب في ذلك الزمن بما كان يدعيه ملوك إنجلترا بأن لديهم الحق الإلهي والمباركة من الرب في قراراتهم التي يتخذونها في الدفاع عن الشعب وإعلاء قانون البلاد، ولكن طريقة إنجاز مثل هذه الأمور كانت تعتمد بشكل كبير على الممارسة والخبرة في شخصية الملك، مع أن قدرة الملك تأتي في تسيير أمور الدولة إلا أنه بسبب ازدياد عدد الناس إلى حوالي 3 ملايين قام بتفويض السلطة إلى عدد متزايد من وزارات الدولة.
وراثة الخلافة الملكية تكون من نصيب الابن الأكبر للملك ولكن بسبب وفاة الملك هنري الأول عام 1135 دون أن يكون لديه وريث ذكر يخلفه في تولي العرش من بعده خاصة وأن ابنه الشرعي الوحيد ويليام أديلين قد توفي في حادثة غرق السفينة البيضاء حصلت الحرب اللاسلطوية للسلطة ولكن تم وضع حد لهذه الحرب بعد اعتلاء حفيده من ابنته ماتيلدا والذي كان يدعى هنري الثاني للعرش.
منذ أن خُلع الملك ريتشارد الثاني في عام 1399 حتى نهاية القرن الخامس عشر أصبح تاج العرش مثار للسخط والسخرية بسبب ما كتبه السير جون فورتسكو في 1460 وقد كان عنوان ما كتبه أكثر الأقوياء بسبب عدد الأبناء الكبير للملك إدوارد الثالث ومطالبة كل واحد منهم بأحقيته للعرش والسلطة.

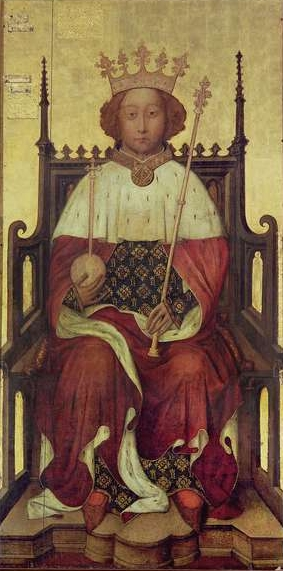
بورتريه الملك ريتشارد الثاني في عام 1390

أعضاء الطبقة الأرستقراطية كانوا المحركون الأساسيون في هذه الحرب بمن فيهم الدوقيون والنبلاء وبنسبة قليلة من حمل لقب الإيرل، ولكن يزداد العدد عند البارونات والفرسان والنبلاء اللذين لديهم مجموعة من الأراضي. فبسبب سيطرتهم على العديد من العقارات الكبيرة بالإضافة إلى التحالفات السياسية مكنتهم مكانتهم هذه تخلصهم من الأعداد الكبيرة للخدم الإقطاعي والمستأجرين والاستمرار في الممارسة المتمثلة باستخدام عدد كبير من الرجال المسلحين (men-at-arms) مرتبطين بعقد مع النبلاء لخدمتهم ومرافقتهم في الحملات العسكرية، فهم جنود مدججين بالسلاح على ظهور الخيل ويرتدون لباساً موحداً يميزهم فيه لاستمرار هيبة النبلاء وفي المقابل يدفع لهم النبلاء المعاشات التقاعدية وتوفير الحماية والمنح والمكافآت المالية، ففي أثناء حرب المئة عام انخفض معدل الاقتطاع السيئ في إنجلترا مما جعل النبلاء يبحثون عن نظام آخر يقوم فيه الخدم بخدمتهم بموجب عقد عمل بينهم.
لقد اعتمد الملوك على أخذ المساعدة العسكرية من النبلاء عند الضرورة لأنه من مصلحة الملك المحافظة على العلاقات الطيبة مع الارستقراطيين والنبلاء لأنهم إذا تعرضوا للاستفزاز فإنه من الممكن أن يُهدد عرش السلطة للملك خاصة وأن النبلاء والأرستقراطيين لديهم ما يكفي من القوة المسلحة للإطاحة بالحكم، كذلك فإن من واجب الملك منع الانشقاقات بين مجلس اللوردات، ففي حال وقوع نزاع بينهم فإن ذلك أيضاً سيهدد الاستقرار العام للمملكة ومن الممكن أن يفقد الملك شرعيته في الحكم والسلطة.
بعد الهزيمة في حرب المئة عام ظهر سبب آخر مساهم في حرب الوردتين، فقد اشتكى أصحاب الأراضي الإنجليزية بسبب الخسائر المالية الناجمة عن فقدان ممتلكاتهم في الوقت نفسه الذي فيه ازدهرت وتنامت الطبقة الوسطى من الناس وأصبحوا أكثر نفوذاً بسبب زيادة مصالحهم التجارية، لقد انخفض الإنتاج للأقمشة الصوفية في عام 1450 مما دعاهم إلى زيادة الطلب من الخارج للأقمشة الصوفية والقصدير، الرصاص، الجلود وغيرها من المنتجات.
بقيت كاليه في أيدي الإنجليز بعد أن خسرها الفرنسيون عام 1453 فهذه المدينة لها أهمية كبيرة لعدة أسباب: فهي أولاً سبب في استمرار ازدهار المملكة خاصة وأنها المركز التجاري الرئيسي لتجارة الصوف ومصدر جذب للتجار من جميع أنحاء أوروبا، والسبب الثاني لأهميتها هو أنها تعتبر ملجأ لكل من سقط من ذوي السلطة، أما الأهمية الأخيرة لمدينة كاليه هي كون موقعها هو نقطة البداية لأي غزو محتمل أن تشنه إنجلترا.
ازداد عدد المتشككين لنظام السلطة من أبناء الطبقات الدنيا من الفقراء وتأثروا بشكل كبير بتعاليم المذهب اللولاردي (Lollardism)
وقد ساهم هذا في التقليل من احترام السلطة والقانون مما أدى إلى الاضطرابات في الدولة. فمع بداية حكم هنري السادس في عام 1422 اندلعت أعمال شغب في المملكة بسبب ازدياد الشكاوي حول الفساد والفوضى العامة وسوء الإدارة وأكبر أعمال الشغب جاءت من الجنود العائدين من الحروب التي خاضوها في فرنسا بسبب قلة المال واعتيادهم على العنف ومن ثم تحررهم من الانضباط العسكري أُجبروا على مخالفة القانون واعتماد حياة اللصوصية وقطع الطرق للعيش، مع أن مستشار الملك كان يحكم البلاد باسم الملك الصغير (لأن هنري السادس كان لايزال طفلاً رضيعاً) إلا أنه لم يستطع احتواء هذه المشاكل وقد استغل النبلاء هذا الوضع وذلك في جعل بعض المخالفين للقانون من ضمن قواتهم المسلحة لحماية أنفسهم، وقد نجى معظم المجرمين من القانون ولم يدانوا على جرائمهم بعكس من أُلقي القبض عليهم، وهناك أيضاً من تمت تبرئة بسبب عفو صدر باسم الملك هنري السادس.
تغيرت القوانين المرتبطة بالعسكرية مع نجاح الحملات الخارجية للحروب الأهلية فقد كان من المعتاد على الفرسان المحاربة على الأقدام. في حالات مختلفة كان النبلاء يقاتلون جنباً إلى جنب مع الجنود المشاة لإلهامهم وإلى تبديد انطباع الجنود بأنه في حالة الهزيمة في أرض المعركة فإنهم سوف يُؤسرون ويبقى هؤلاء الجنود في مواجهة الموت، ومع ذلك فإن النبلاء كانوا يواجهون خطراً أكبر من الجنود العاديين. لقد ذكر المراقب البورغندي فيليب دي كومنز أن هنري الرابع بعدما رأى وتيقن من انتصاره في أرض المعركة أخذ يدّخر الجنود العاديين الفارين ولكنه مع ذلك لم يُظهر أي رحمة للوردات الذين شاركوا في تلك المعركة. لقد كانت هناك مكافاة لأي جندي يقبض على أي أسير ذو منزلة عالية في أثناء المعركة أو بعدها وكمثال آخر في حرب المئة عام ضد فرنسا كان النبيل الذي قُبض عليه يستطيع أن يفتدي نفسه مقابل مبالغ كبيرة ليفك أسره ولكن في حرب الوردتين يختلف الوضع تماماً، فالنبيل المقبوض عليه من جهة العدو يدان ويُحكم عليه بمصادرة جميع ممتلكاته وانتزاع ألقابه.

### الخلافة المتنازع عليها

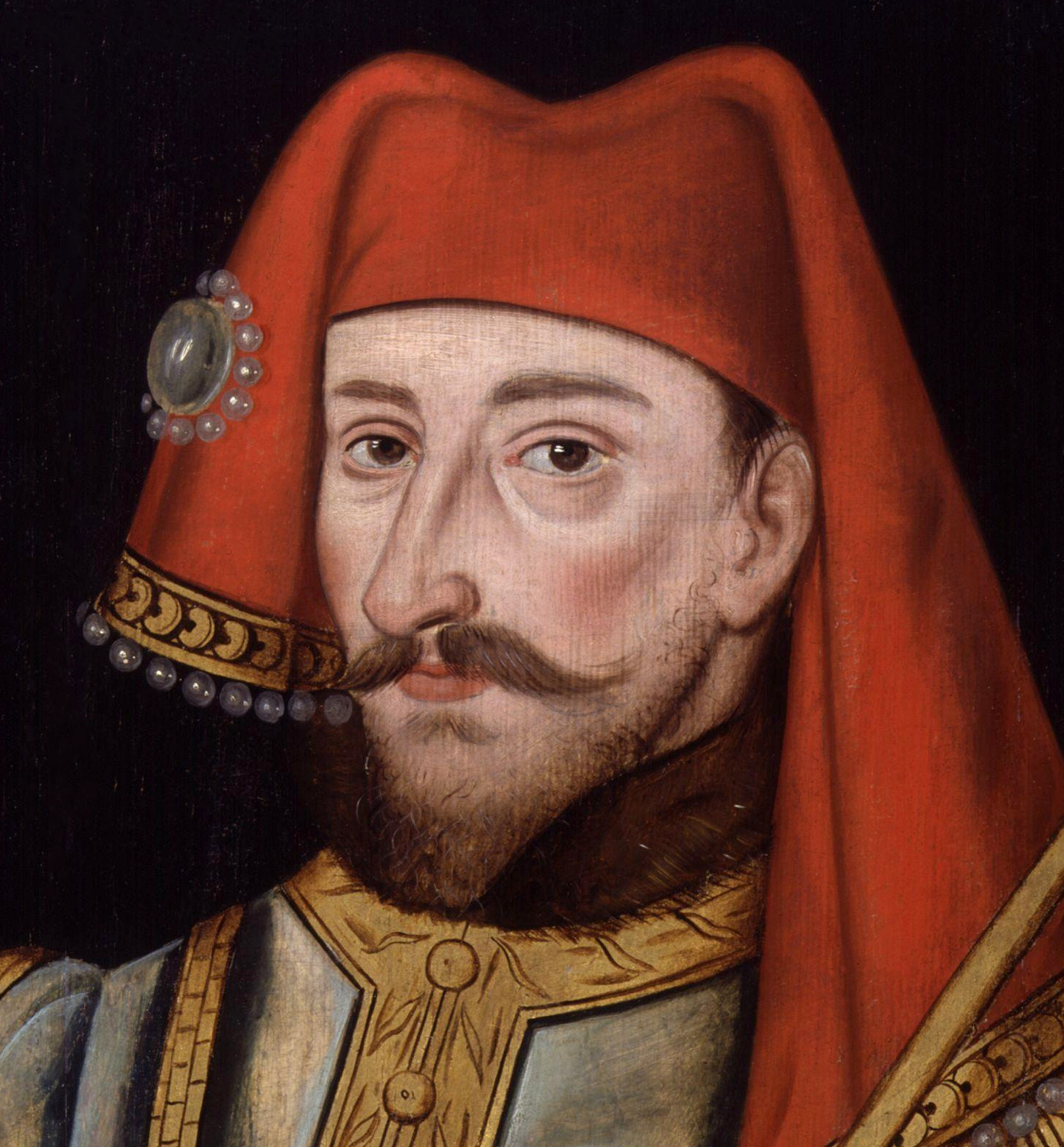
هنري الرابع

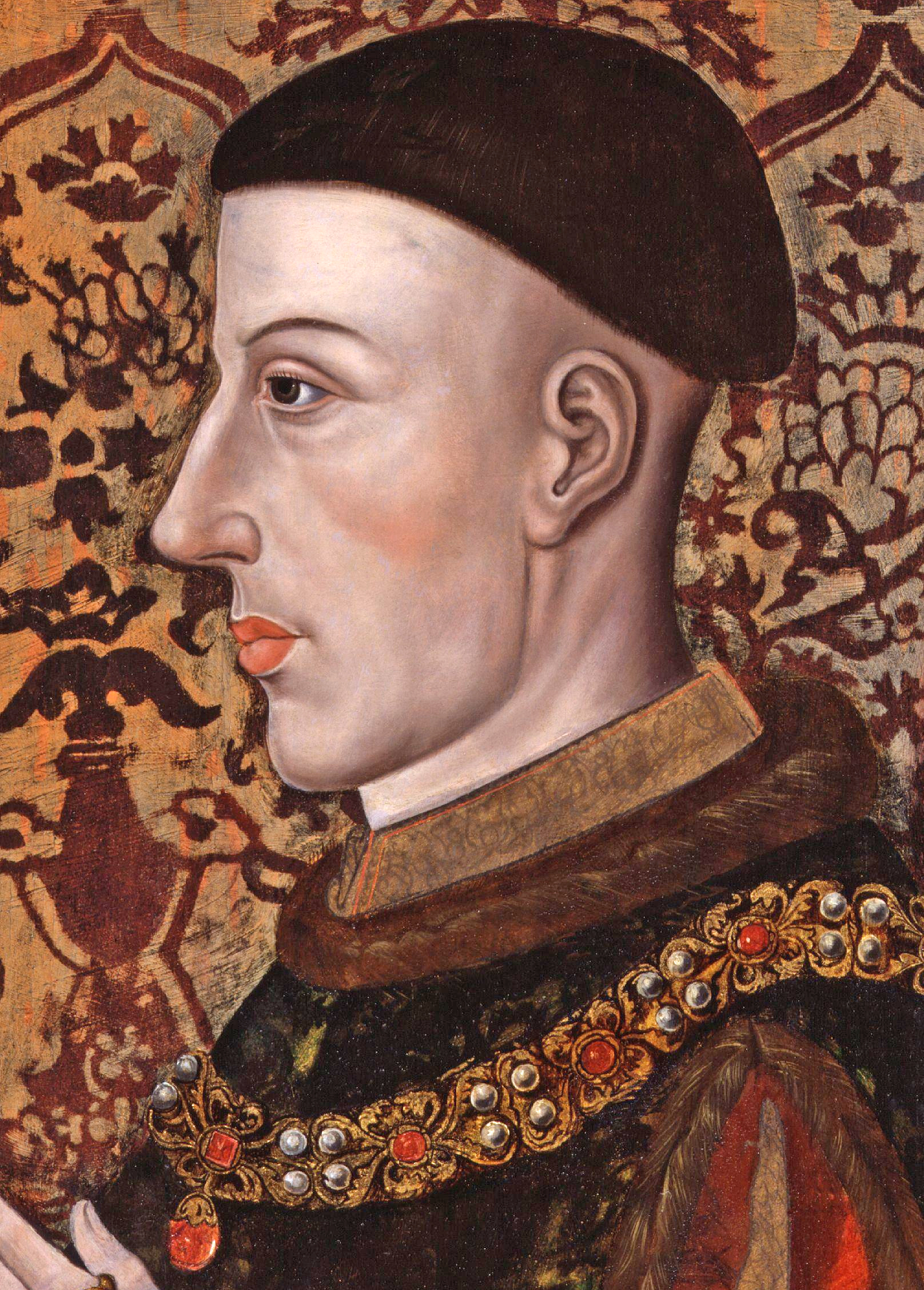
هنري الخامس

في القرن الرابع عشر أنجبت زوجة الملك إدوارد الثالث والتي كانت تدعى فيليبا الهينووية «سلالة الأقطاب القوية»، فقد أنجبت منه ثلاثة عشر طفلاً  من بينهم خمسة ذكور وصلوا إلى عمر النضج والبلوغ. حالما بلغوا قام الملك إدوارد بتزويج أولاده إلى وريثات إنجليزيات. يُعتبر الملك إدوارد الثالث هو أول من أنشأ الدوقيات الإنجليزية:دوق كورنوال، دوق كلارنس، دوق لانكاستر، دوق يورك ودوق غلوستر، وبهذا فإن أحفاد هؤلاء الدوقيون من الممكن أن يتحدى بعضهم بعضاً لتولي العرش.
في 16 يوليو عام 1377 تولى العرش ريتشارد الثاني ذو العشرة أعوام وهو حفيد الملك إدوارد الثالث بعدما توفي والده الأمير إدوارد الأسود في 8 يونيو من عام 1376م  بسبب دء الأميبا.
مات ليونيل أنتويرب الابن الثالث وولي العهد الثاني من بعد أخيه الأمير إدوارد الأسود قبل أبيه إدوارد الثالث بسنة دون أن يكون له ولد يرثه لذا أصبحت ابنته الوحيدة الكونتيسة فيليبا بعد وفاته الوريثة الشرعية لإبن عمها ريتشارد الثاني. تزوجت الكونتيسة فيليبا من إدموند مورتيمر ولكن هذان الزوجان ماتا في فترة متقاربة فيما بينهما خلال شهر في عام 1381 فقام ريتشارد الثاني الذي لم يكن لديه أولاد بتسمية حفيده من ابنته بروجر مورتيمر ليكون الوريث الشرعي للعرش ولكن روجر مات هو الآخر في عام 1398 م مخلفاً وراءه ابنه الصغير إدموند مورتيمر الخامس ليكون الوريث الشرعي للعرش عندما يكبر لكونه سليل ليونيل أنتويرب. كان يجب على هنري بولينجبروك تجاوز ابن عمه ريتشارد الثاني ليتولى العرش لذا قام بانتزاع الحكم منه وقد تسبب هذا في ظهور مسألة مصيرية أصبحت تعرف فيما بعد باسم حرب الوردتين.
أخذت حكومة الملك ريتشارد الثاني تضعف خارج معاقله في تشيشير وويلز، بالإضافة إلى نفيه لهنري بولينجبروك حفيد الملك إدوارد الثالث من ابنه الثالث جون غونت خارج البلاد. في عام 1399 م عاد هنري بولينجبروك من منفاه لإستعادة حقوقه ولقبه كدوق لانكاستر وحصل أيضاً على دعم معظم النبلاء لإسقاط حكم ريتشارد الثاني وتتويجه ليكون الملك هنري الرابع ولكن كان هناك أيضاً دعوة مضادة له لدى قليل من النبلاء الداعمين والمؤيدين للأمير الصغير إدموند مورتيمر الخامس، فقد إدّعت أسرة مورتيمير أن حصول هنري على العرش هو مجرد حجة لمساندة تمرد أوين غليندور في ويلز، وثورات أقل نجاحاً منها في تشيشير ونورثمبرلاند.
ورث ابن الملك هنري الرابع وخليفته في تولي العرش هنري الخامس سلاماً مؤقتاً مع شعبه بسبب نجاحه العسكري في حرب المئة عام بين إنجلترا وفرنسا وقد عزز ذلك شعبيته وقوي تمكين أسرة لانكاستر للحصول على العرش. ومع ذلك فقد كانت هناك واحدة من المؤامرات المضادة لهنري الخامس خلال فترة حكمه التي استمرت لتسع سنوات، فقد كانت هناك مؤامرة ساوثامبتون بقيادة ريتشارد كونسبيرغ حفيد الملك إدوارد الثالث من ابنه الرابع إدموند لانغلي، دوق يورك الأول والتي من وراء هذه المؤامرة أن أُعدم إيرل كامبريدج ريتشارد كونسبيرغ عام 1415م بتهمة الخيانة في بداية الحملة التي أدت إلى اندلاع معركة أجينكور بفرنسا كانت زوجة كامبريدج آن دي مورتيمر المتوفاة في عام 1411م ابنة روجر مورتيمر لذا فهي من نسل ليونيل أنتويرب، وكان شقيقها إدموند مورتيمر الخامس من الموالين لهنري وقد توفي في عام 1425 دون أن يكون له ولد لذا وبسبب القرابة فقد ذهبت جميع ألقابه إلى نسل شقيقته آن.
كان عمر ابن آن ريتشارد يورك أربع سنوات عندما أُعدم والده إدموند لانغلي، دوق يورك الأول ومع أن إدموند كامبريدج كان مداناً فقد سمح له هنري أن يرث ألقاب وأراضي شقيقه الأكبر إدوارد نورويتش لأن نورويتش كان ملازماً لهنري الخامس، فقد مات وهو يحارب معه في معركة أجينكور إحدى معارك حرب المئة عام ولم يكن على خلاف معه بعكس أخيه ريتشارد يورك. كان هنري الخامس المتزوج حديثاً ولديه ثلاثة أشقاء أصغر منه على ثقة تامة بأن حق اللانكاستريين لتولي العرش مضمون ولكن بعد وفاة هنري السابق لأوانه أن يترك ورائه ولي العهد الطفل الرضيع خليفة له ليتولى العرش من بعده لذا قام الأوصياء على العرش بحكم البلاد إلى أن بلغ ابنه سن الرشد. لم يسفر أشقاء هنري الخامس أي خلاف على شرعية كونه ولياً للعهد، تاركين أبناء عمومتهم من أسرة بوفورت كبدلاء احتياطين لحمل ورثة أسرة لانكاستر، وبالتالي فقد أصبحت فرصة مطالبة ريتشارد يورك لتولي العرش ذي أهمية كبيرة واضعاً نفسه في موقف يسمح له بالتخلص من ولي العهد الرضيع ضعيف الإرادة.

## هنري السادس
بعد الوفاة غير المتوقعة لهنري الخامس في عام 1422م أصبح ابنه هنري السادس ذو التسعة أشهر الوريث الشرعي لتولي الحكم. في عام 1435م وبعد وفاة عمه جون لانكاستر أصبح هنري السادس محاطاً بالمستشارين المحبين للخصام لذا سعى أحد أعمام هنري السادس الباقين على الحياة ويدعى همفري لانكاستر لأن يكون حامياً له ومتودداً عامة الناس لغاياته الشخصية، وقد كان هناك من المعارضين لجون وهما هنري بوفرت والدوق ويليام دي لا بولي بسبب سوء إدارته للحكومة وسوء تنفيذه المستمر في حرب المئة عام مع فرنسا، فبعد توليه للحكم فُقدت تقريباً جميع ممتلكات الإنجليز من الأراضي في فرنسا بما في ذلك الأرض التي ربحها والده هنري الخامس.

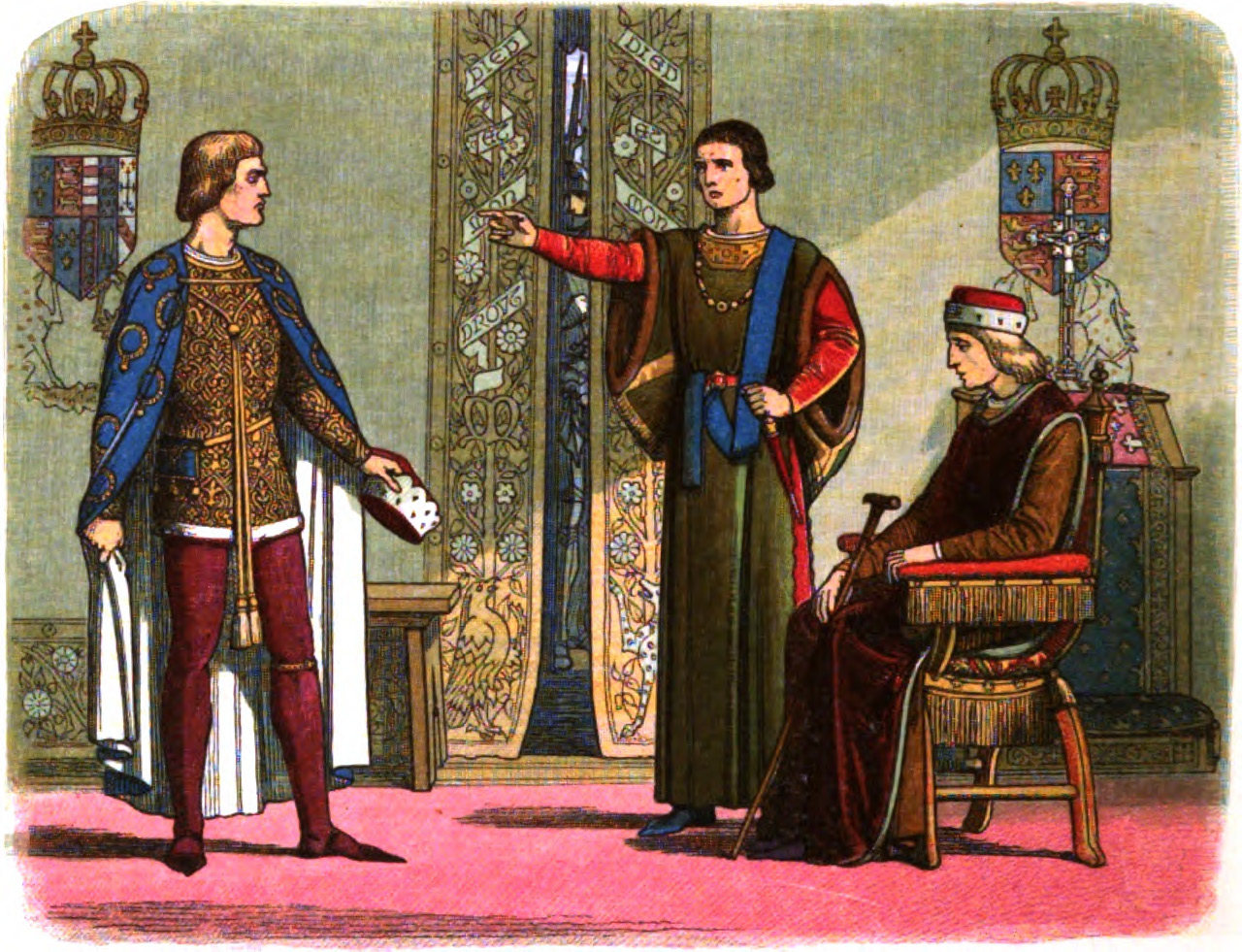
هنري السادس جالساً على الكرسي بينما يتجادل ريتشارد يورك مع إدموند بوفورت.

نجح ويليام دي لا بولي باعتقال همفري لانكاستر بتهمة الخيانة، وفي عام 1477م توفي همفري بينما كان ينتظر محاكمته في السجن ودفن في سانت إدموندز، وهناك من يشتبه في أنه تعرض للتسمم في زنزانته ولكن الاحتمال الأكبر أنه قد مات بسبب سكتة دماغية. هناك بعض المسندات التي تقول أن حرب الوردتين بدأت فعلياً بعد وفاة همفري ومع ذلك فإنه بعد هزيمة ويليام دي لابولي في فرنسا جُرِّد من منصبه وأُغتيل في طريقه إلى منفاه مخلفاً وراءه إدموند بوفورت لزعامة الحزب وقد سعى للسلام مع فرنسا، في تلك الأثناء أصبح دوق يورك الذي كان ملازماً لبيدفورد في فرنسا من الأشخاص الذين رغبوا بشدة في مواصلة الحرب بقوة أكثر رافضاً الصلح والسلام، لذا قام إدموند بوفورت بعدم إرسال المزيد من الأموال والجنود لدوق يورك خلال حملاته في فرنسا.
كان لهنري السادس دور قليل في هذه النزاعات، فقد كان يُنظر إليه على أنه ملك ضعيف لايستطيع تولي أمور دولته، إضافة إلى ذلك فقد كان يعاني من نوبات مرض عقلي كان قد ورثها من جده لأمه شارل السادس الذي أصابه الجنون لفترات متقطعة على مدى السنوات الثلاثين الأخيرة من حياته. وفي عام 1455م اعتبر العديد من الأشخاص أن هنري السادس أصبح عاجزاً عن تأدية واجباته ومسؤلياته الملكية.

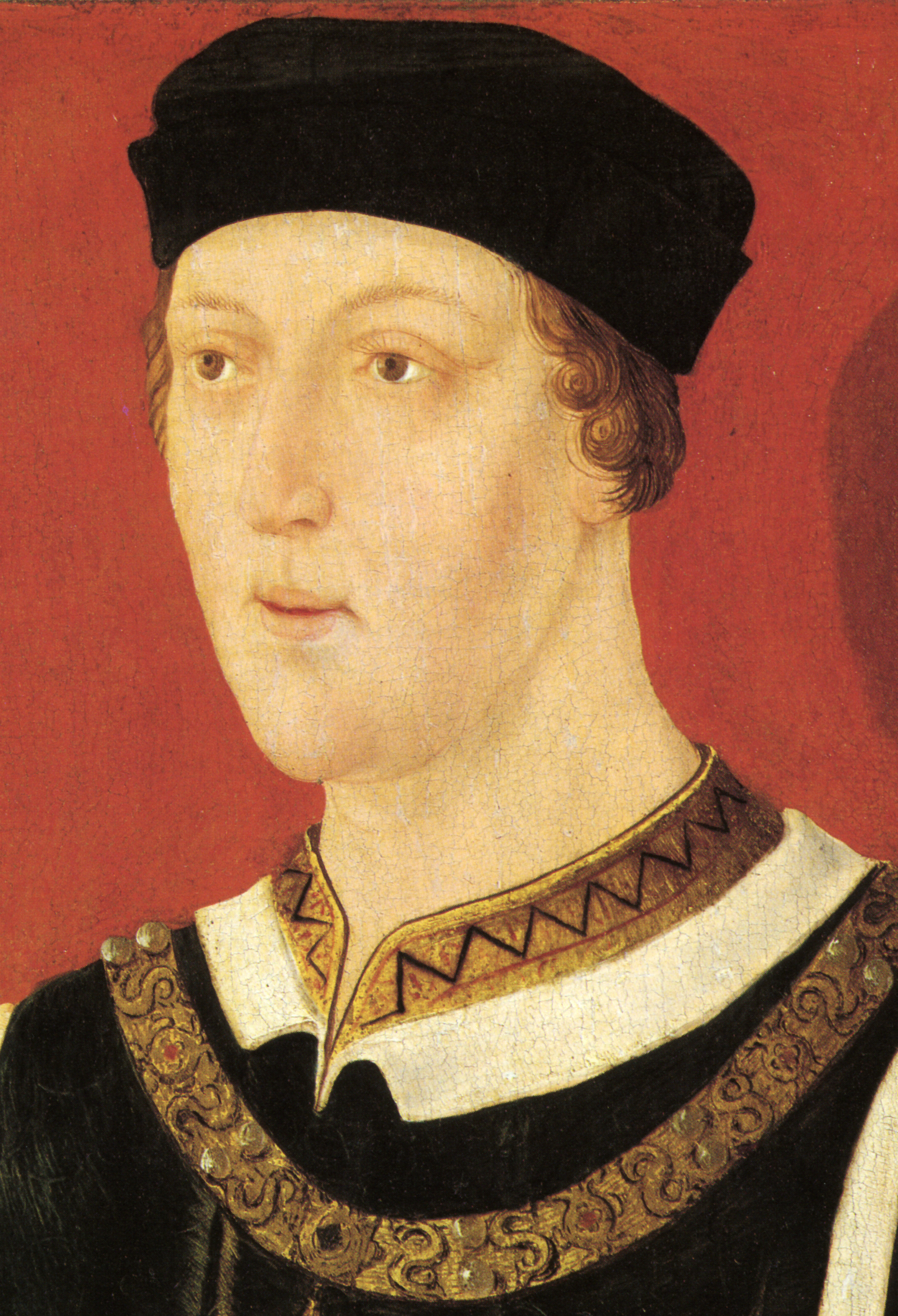
هنري السادس

في عام 1450م ظهرت ثورة عنيفة في كنت من قبل المتمرد جاك كيد، بسبب كثرة شكاوي الابتزاز ضد بعض مسؤولين الملك وفشل المحاكم في تقديم الحماية لأصحاب الأملاك المحلية من جميع الطبقات. احتل المتمردون أجزاء من مدينة لندن ولكن طُرد بعضهم من قبل المواطنين بعدما قام بعض المتمردين بالنهب والسرقة واختفى المتمردون الذين كانوا من المفترض أنه قد تم العفو عنهم من بينهم جاك الذي أُعدم في وقت لاحق.
عاد ريتشارد يورك بعد سنتين إلى انجلترا كملازم أيرلندا وسار في لندن مطالباً بإزالة دوق سومرست من منصبه وإصلاح الحكومة. في هذه المرحلة وافق عدد قليل من النبلاء على هذه التغييرات الجذرية للحكومة ولكن ريتشارد يورك أُجبر على الخضوع بسبب القوة العظيمة التي واجهها في مدينة بلاكهيث فسجن في معظم سنة 1452م و1453م، لكن أُفرج عنه بعد أن أدّى اليمين الدستورية بعدم حمل السلاح ضد المحكمة.
أصبح الخلاف المتزايد في المحكمة منعكساً على البلد، فقد كان للنبلاء خلافات خاصة وأظهروا عدم احترامٍ للسلطة الملكية والقانون ومن أشهر النزاعات الخاصة كان نزاع أسرتي بيرسي ونيفل النبيلة أما الخلافات الأخرى فقد كانت صريحة في العلن، وفي كثير من الحالات كان محور الخلافات بين العائلات النبيلة العريقة وبين النبلاء السابقين هو بسبب الخلافات المثارة التي تتحدث عن سلطة ونفوذ هنري الرابع في أعقاب وجود تمرد ضده. كان الخلاف بين أسرتي  بيرسي (وهي من الأسر التي لديها لقب إيرل نورثمبرلاند منذ مدة طويلة) وغرور أسرة نيفيل يشبه كثيراً عداء أسرتي كورتينيز Courtenays وبونفيلز Bonvilles في كورنوال وديفون.
لقد كان هناك عنصراً أساسياً ساعد في إستمرار هذه الخلافات وهو وجود أعداد كبيرة من الجنود المسرحين من الجيوش الإنجليزية التي هزمت في فرنسا بالإضافة إلى مشاركة النبلاء لهذه الخلافات لزيادة الهجوم والسبب الآخر هو جعل محاكم العدل مع أنصارهم لتخويف المدَّعين والشهود والقضاة. هذا السخط المدني ووجود الفساد في محكمة هنري السادس قد شكل المناخ السياسي المناسب لشن الحرب الأهلية، فمع تلاعب الملك هنري السادس أصبحت السلطة لدى المقربين من الملك في البلاط الملكي (وهم من أسرتي سومرست وفصائل من عائلة لانكاستر)، فقد وجد ريتشارد وفصائل من أسرة يورك الذين مالوا إلى وضع أموالهم بعيداً عن السلطة أن أملاكهم أخذت تُسلب منهم تدريجياً.
في عام 1453 أصاب هنري أولى نوبات الانهيار العقلي التام التي من خلالها لم يستطيع هنري أن يتعرف إلى ابنه إدوارد وستمنسترالمولود حديثاً، فأُنشى مجلس أعلى للوصاية وقد ترأسه دوق يورك الذي كان لايزال يحتفظ بشعبية عالية بين الناس وسرعان ما أكد اليوركيون سلطته أكثر من أي وقت مضى (لم يكن هناك دليل يثبت رغبته لتولي العرش في هذه المرحلة المبكرة)، فسجن سومرست ودعم حلفائه من أسرة نيفيل (صهره ريتشارد نيفيل وابنه إيرل وارويك) في ظل إستمرار خلافهم مع هنري بيرسي الذي كان من المؤيدين لهنري.
في عام 1455م شُفي هنري من مرضه العقلي ولكنه أصبح مرة أخرى تحت تأثير أوامر المقربين له في البلاط الملكي بأمر من زوجته مارغريت الأنجوية التي اشتهرت بقوتها وعدوانيتها وبروزها كقائد فعلي للانكاستريين، أُجبر ريتشارد على الخروج من البلاط الملكي بعدما بنت مارغريت تحالفاً ضده وتآمرها مع نبلاء آخرون وذلك للحد من نفوذه، لذا وبسبب خشيته أن يتم اعتقاله بتهمة الخيانة لجأ ريتشارد إلى القتال المسلح في نفس العام بسبب تزايد إحباطه وتقليل سلطته.

## بداية الحرب

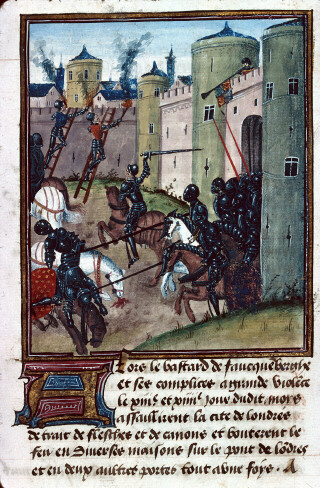
حصار اللانكاستريين في لندن عام 1471م وتعرضهم للهجوم المباغت من قبل جيش اليوركيين.

في 22 مايو من عام 1455م قاد ريتشارد دوق يورك جيشه الصغير متوجهاً به نحو لندن فقد كان هدفه هو إزالة «المستشارين الفاسدين» للملك هنري. قابل ريتشارد جيش هنري في مدينة سانت ألبانز والتي تبعد 22 ميلاً (35 كم) شمال لندن، فأصبحت هذه المدينة الصغيرة ساحة لأول معارك حرب الوردتين وهي معركة سانت ألبانز الأولى. كانت نتيجة هذه المعركة هو هزيمة اللانكاستريين وفوز جيش اليوركيين. في هذه المعركة قُتل عدد من قادة لانكاستر البارزين من ضمنهم إيرل سومرست وإيرل نورثمبرلاند. بعد المعركة وجد اليوركيين الملك هنري بعد أن تخلى عنه مستشاريه وخدمه مختبئاً في محل دباغة بادياً عليه أنه كان يعاني من نوبة أخرى من نوبات مرضه العقلي ومصاباً بجروح طفيفة من إحدى السهام في رقبته. استعاد جيش اليوركيين وحلفائهم نفوذهم، ومع تدهور صحة الملك عُين اليوركيين مرة أخرى ليكونوا الحامين للدولة تاركين مارغريت الأنجوية جانباً لتعتني بزوجها المريض.
لفترة من الوقت بدا أن كلا الجانبين كان مصدوماً وغير مصدق أن معركةً فعلية قد حدثت لذا بذلوا قصارى جهدهم في حل خلافاتهم، ولكن سرعان ما ظهرت المشاكل السابقة التي تسببت في بدء هذا الخلاف مثل الأحقية في تولي العرش، هل هو ريتشارد دوق يورك أم إدوارد ابن هنري ومارغريت الرضيع، وبسبب ظهور هذا الخلاف رفضت مارغريت أي حل من شأنه أن يحرم ابنها أحقيته لتولي العرش، وقد أصبح واضحاً أنها كانت تحتمل هذا الوضع طالما دوق يورك وحلفائه أبقوا على الهيمنة العسكرية.

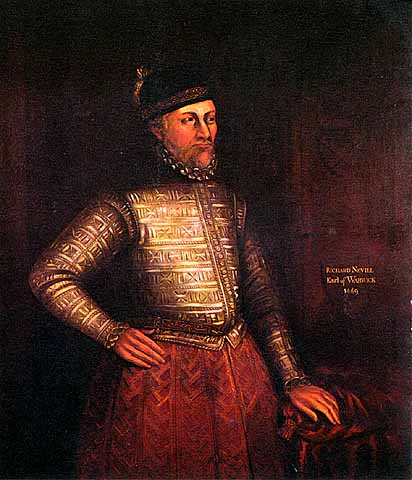
ريتشارد نيفيل، إيرل وارويك السادس عشر

بعدما شُفي هنري من مرضه العقلي أزال دوق يورك من منصبة كوصي للعرش في شهر فبراير من عام 1456م. في خريف ذلك العام ذهب هنري لرحلة ملكية رسمية إلى ميدلاندز حيث كان يحظى هناك بشعبية كبيرة مع زوجته مارغريت، وفي أثناء وجودهما هناك كان هناك غضب بين التجار بسبب انخفاض معدل التجارة بلندن وقد امتد هذا الاضطراب لجميع أرجاء لندن لذا لم تسمح مارغريت لزوجها هنري أن يعود للندن. وبسبب حصول هذا أنشئ بلاط ملكي آخر في مدينة كوفنتري. في تلك الأثناء كان الدوق الجديد لسومرست هنري بوفورت ظهر ليكون من المفضلين في البلاط الملكي. بعدما تأكدت من شفاء زوجها أقنعت مارغريت زوجها هنري بأن يلغي جميع التعيينات التي قام بها دوق يورك حينما كان وصياً على العرش وأُجبر دوق يورك على العودة إلى منصبه كملازم في أيرلندا.
كان هناك اضطراب في العاصمة وشمال إنجلترا بسبب إستئناف القتال بين أسرتي بيرسي ونيفيل ونمو القرصنة من قبل الأساطيل الفرنسية على الساحل الجنوبي، بقي الملك هنري وزوجته عازمان على حماية مناصبهما لذا قامت الملكة مارغريت بإدخال التجنيد الإجباري لأول مرة في تاريخ إنجلترا. في تلك الأثناء كان وارويك أحد حلفاء يورك ( كان يلقب بصانع الملوك) يحظى بشعبية كبيرة في لندن فهو في نظر الناس بطل للتجار بسبب مساعدته.
في ربيع عام 1458م حاول رئيس أساقفة كانتربري ويدعى توماس بورتشير بترتيب مصالحة بين الطرفين، وافق الطرفان وتجمع اللوردات بمدينة لندن في مجلس كبير وقد اكتضت المدينة بالخدم المسلحين. فاوض رئيس الأساقفة التسويات المعقدة لحل الخلاف والثأر المستمر منذ معركة سانت ألبانز الأولى. في 22 مايو من عيد البشارة المسيحي قاد الملك هنري موكب محبة في هذا اليوم الذي سٌمي بـيوم المحبة إلى كاتدرائية سانت بول وقد تبعه في المسيرة نبلاء لانكاستر ويورك وهم ممسكين بأيدي بعضهم.

## استئناف القتال بين عامي 1459-1460 وقانون الوفاق
بسبب الإجراءات والتصرفات المتعالية التي اتخذها وارويك كنقيب لمدينة كاليه اندلع القتال مرة أخرى. لقد قاد وارويك سفنه في هجمات محايدة على الرابطة الهانزية والسفن الإسبانية للسيادة والسلطة العليا، لذا أُستدعي وارويك إلى لندن للتحقيق معه ولكنه إدّعى أن هناك من حاول الاعتداء عليه وقتله، وبسبب إدعائه هذا رجع إلى كاليه دون أن تُثبت عليه التهم. بعد ذلك استُدعي يورك، سالزبوري، ووارويك إلى المجلس الملكي في كوفنتري لكنهم رفضوا الحضور خوفاً من الاعتقال خاصةً وأنهم سوف يكونون معزولين تماماً عن مؤيديهم.
استدعى ريتشارد يورك نيفيل لمعقله حتى ينضم إليه في مسيراته الويليزية بقلعة لودلو. في 23 سبتمبر 1459م بمعركة بلور هيث في ستافوردشاير فشل الجيش اللانكاستري في أن يمنع مسيرة سالزبوري من قلعة ميدلهام في يوركشاير إلى قلعة لودلو، بعد ذلك بوقت قصير واجه جيش اليوركيين جيش اللانكاستريين كثير العدد في معركة جسر لودفورد. في تلك المعركة إنشقت وحدات وارويك العسكرية في كاليه والتي كانت تحت إمرة أندرو ترولوب من الجيش اليوركي وانضمت إلى الجيش اللانكاستري لتكون من أحد حلفائها بعد هروب قائد هذه الوحدة. بعد سماع هذه الأنباء السيئة عن هروب ترولوب قام يورك وسالزبوري ووارويك بعبور الجسر إلى لودلو، بعد فرارهم إلى لودلو عاد يورك إلى ويلز ومن ثم إلى إيرلندا بينما هرب ابن ريتشارد الأكبر إدوارد الرابع وسالزبوري ووارويك غرب البلاد، فقام جون داينهام بإعارتهم سفينته لمساعدتهم الفرار إلى كاليه حيث يوجد مناصريهم.
أصبح اللانكاستريين مسيطرين تماماً بعد هذا النصر وأُدين يورك وكل من حالفة بتهمة الخيانة. عُين سومرست ليكون حاكماً على مدينة كاليه وبعث ليستولي على القلاع المهمة في الساحل الفرنسي، ومع ذلك فإنه لم يستطع طرد وارويك منها بسبب وجود مناصرين له. بدأ وارويك مع أنصاره بشن غارات على الساحل الإنجليزي من كاليه متبوعاً بالذعر والفوضى والاضطراب، لقد كان الغزو هو الحل الوحيد الذي سيعيد لليوركيون أملاكهم وألقابهم. تاركاً أوامر قائد السفن الملكية هنري هولاند سافر وارويك إلى أيرلندا لمقابلة يورك حتى يضعاً معاً الخطط لمحاربة اللانكاستريين.

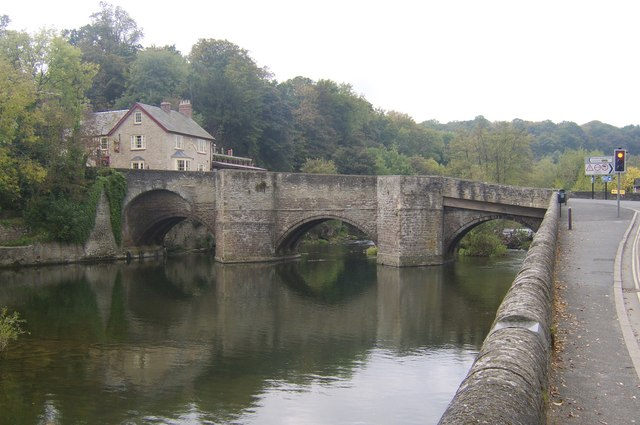
جسر لودفورد في قرية لودلو

في نهاية شهر يونيو من عام 1460م عبر النهر كلٌ من إدوارد الرابع وسالزبوري ووارويك إلى مدينتي كنت ولندن فكونوا أنفسهم بسرعة وحصلوا على دعم كبير وواسع من مناصريهم خاصة من مبعوث أحد الأساقفة الكاثوليك في هاتين المدينتين وبعد هذا الدعم ساروا شمالاً. قاد الملك هنري جيشه نحو الجنوب لملاقاتهم بينما يقيت زوجته مارغريت مع ابنها الأمير إدوارد في الشمال. في 10 من شهر يوليو وقعت معركة نورثهامبتون التي فيها هُزم الجيش اللانكاستري من قبل وارويك قائد الجيش اليوركي بمساعدة عدد من خونة الملك هنري. للمرة الثانية في الحرب عثر اليوركيون على هنري وهذه المرة قبض وارويك على الملك هنري بعد أن تخلى عنه مرافقيه، وجده وحيداً في خيمته وقد ظهرت عليه إحدى نوبات مرضه العقلي ، عاد اليوركيون إلى مدينة لندن وفي حوزتهم الملك هنري كأسير حرب بعد انتصارهم في نورثهامبتون. بعد هذا النجاح العسكري طالب ريتشارد يورك بأحقيته لتولي العرش مستنداً شرعيته هذه ارتباطه بسُلالة أسرة لانكاستر.
في جنوب ويلز دخل ريتشارد يورك مع زوجته سيسلي نيفيل مدينة لندن بمسيرات احتفال ملكية كبيرة، بعدها دخل ريتشارد يورك البرلمان مصرحاً بأحقيته للعرش متوقعاً بذلك موافقة مجلس اللوردات عليه كما فعلوا مع هنري الرابع في عام 1399م ولكن توقعه هذا قد خاب بعدما رأى عدم تأييد أحد منهم له وتفضيلهم السكوت على إدلاء آرائهم، وقد تسبب تصريحه هذا صدمة لمجلس اللوردات ووارويك وسالزبوري، فالأخيران لم يكن لديهما رغبة في العرش وكان طموحهما مقتصر فقط على إزالة المستشارين للملك هنري.
في اليوم التالي أخرج ريتشارد يورك تفصيلاً عن نسبه ليثبت فيه حجته ونسبه لسلالة ليونيل أنتويرب، وبعد إثبات حجته هذه وافق البرلمان عليه لتولي العرش بينما صوت الأغلبية الخمسة على بقاء هنري السادس ملكاً للبلاد، وفي 25 أكتوبر من عام 1460م توصلوا إلى قانون الوفاق الذي يقضي بالاعتراف بريتشارد يورك الخليفة الشرعي من بعد الملك هنري السادس في حال وفاته بدلاً من الطفل الرضيع إدوارد (ابن هنري السادس) وقد قبل يورك بهذه التسوية، وبسبب هذا الإتفاق حصل ريتشارد على الكثير مما أراده مثل حصوله على لقب حامي العرش وممارسته للسلطة باسم الملك هنري.

## وفاة ريتشارد يورك

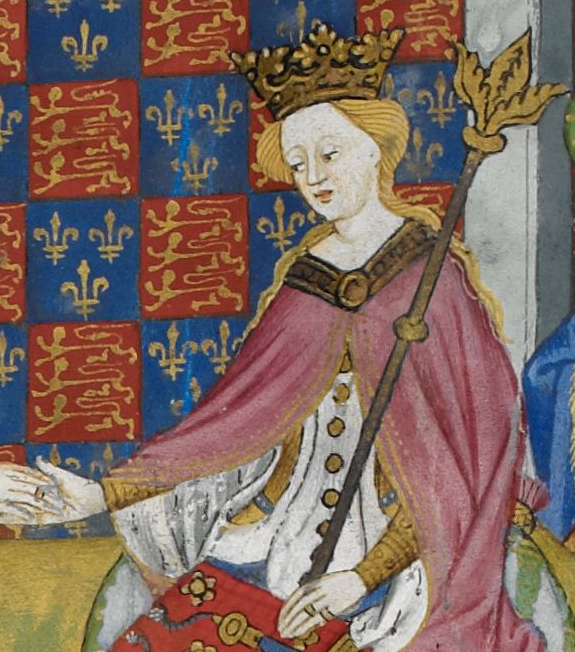
مارغريت الأنجوية

هربت الملكة مرغريت مع ابنها إلى شمال ويلز حيث لاتزال أجزاء من أراضيها تحت حكم اللانكاستريين، وفي وقت لاحق سافرت عن طريق البحر إلى اسكتلندا للتفاوض مع الملكة ماري غويلدرز زوجة جيمس الثاني لمساعدتها. وافقت الملكة على المساعدة ومنحت مارغريت جيشاً بشرطين أولهما أن تتنازل عن بلدة بيرويك لاسكتلندا والشرط الثاني أن تكون ابنة الملكة ماري خطيبةً للأمير إدوارد وقد وافقت مارغريت على شرطي الملكة خاصة وأنه لم تكن لديها الأموال اللازمة حتى تدفع للجيش ولكنها تستطيع أن تعد بالغنائم التي سوف يحصلون عليها من ثروات جنوب إنجلترا شريطة عدم نهبهم شمال نهر ترينت.
في وقت لاحق من تلك السنة غادر ريتشارد يورك لندن مع إيرل سالزبوري لتعزيز موقفه في شمال البلاد ضد اللانكاستريين الذي كانوا محتشدين بالقرب من مدينة يورك. في عيد ميلاد 1460م دافع ريتشارد عن قلعة ساندال بالقرب من مدينة ويكفيلد، وفي 30 ديسمبر وعلى الرغم من تفوق عدد جيش اللانكاستريين على عدد قوات ريتشارد فقد غادر مع قواته القلعة وهاجمهم في العراء. كانت نتيجة هذه المعركة انتصار كبير للانكاستريين في معركة ويكفيلد ومقتل ريتشارد يورك والقبض على سالزبوري وإدموند بورتلاند ابن ريتشارد ذو السبعة عشر عاماً ومن ثم إعدامهما في هذه المعركة، بعدها أمرت مارغريت بوضع ثلاثة رؤساء أمام أبواب مدينة يورك.

## مطالبة إدوارد بالعرش
بحسب قانون الوفاق أصبح أكبر أبناء ريتشارد يورك إدوارد مارس ذو الثامنة عشر عاماً الوصي الشرعي للحكم من بعد وفاة والده وورث عنه جميع الألقاب بالإضافة إلى وجود مسيرات مؤيدة له في المنطقة الحدودية بين إنجلترا وويلز، وقد توِّج رسمياً كحاكم للبلاد في شهر مارس من عام 1461.

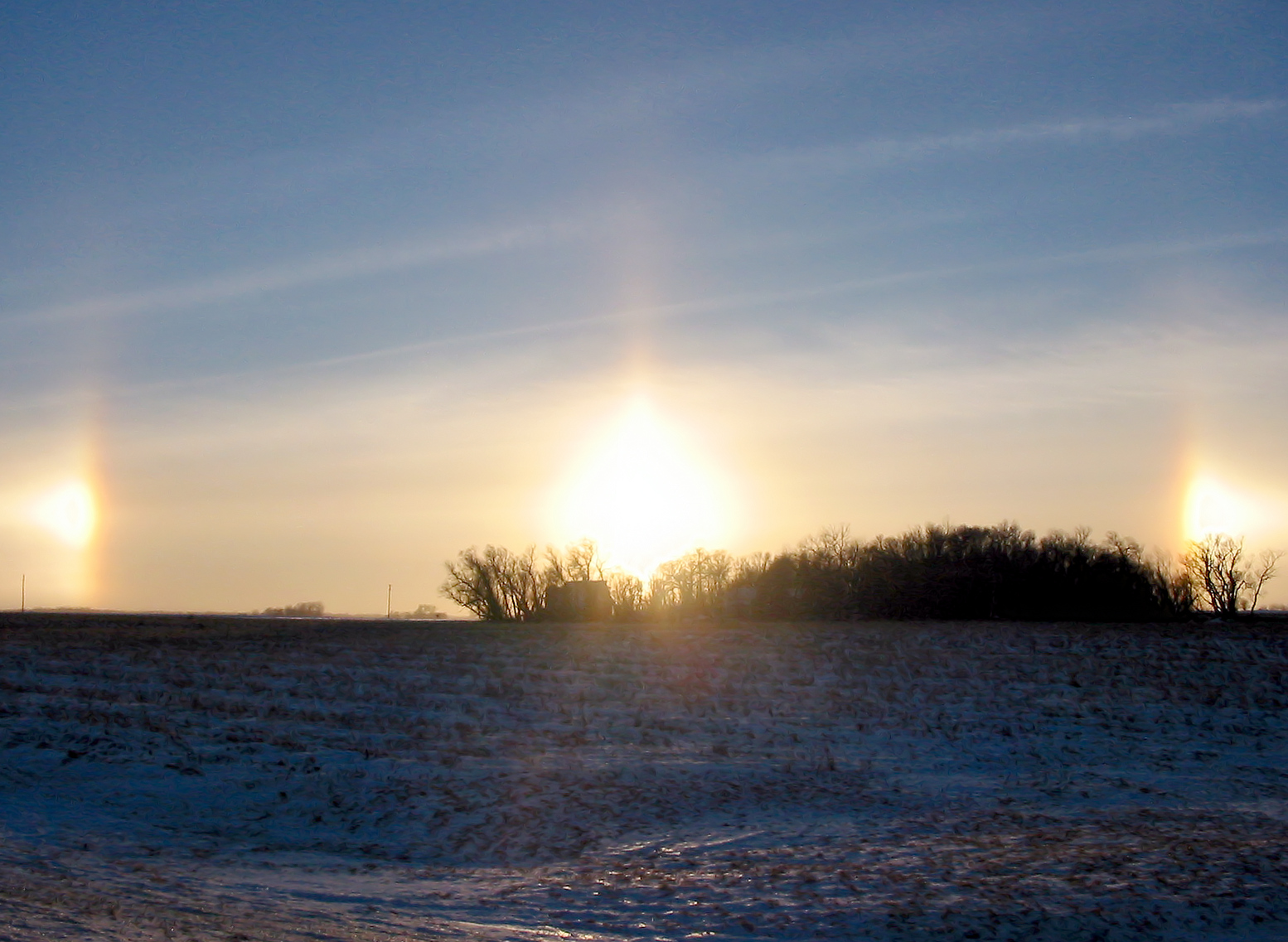
الشمس الكاذبة في فترة المغيب

التقى إدوارد بجيش لانكاستر وهو قادم من ويلز بقيادة جاسبر تيودور، وانتصر عليه بذكاء في معركة تقاطع مورتيمر بمدينة هيريفوردشاير. فبعدما رأى إدوارد ظاهرة الشموس الثلاثة عند الفجر (هي ظاهر بصرية تُعرف باسم الشمس الكاذبة) أوحى لرجاله أن هذه هي رؤيا ونذير نصر لهم، فقد أخبرهم أن هذه الشموس الثلاثة تمثل أبناء ريتشارد يورك الثلاثة الذي نجوا من القتل وهم جورج وريتشارد الثالث بالإضافة إليه، بعد تلك الحادثة استخدم إدوارد هذا الشعار الشمس عند سطوعها ليكون شعار النبالة الخاص به.
في عام 1461م كان جيش مارغريت يتحرك نحو الشمال داعماً نفسه بالأموال التي ينهبها خلال عبوره جنوب إنجلترا، وفي مدينة لندن استخدم وارويك هذه الحجة من أجل زيادة دعم اليوركيون في جميع أنحاء الجنوب فتحول ولاء بلدة كوفنتري لليوركيون بدلاً من اللانكاستريون. أنشأ وارويك مواقع محصنة شمال بلدة سانت ألبانز حتى يسد الطريق الرئيسي، ولكن جيش مارغريت انحرف نحو الغرب ومن ثم هاجم مواقع وارويك من الخلف. انتصر اللانكاستريون انتصاراً كبيراً في معركة سانت ألبانز الثانية وفر اليوركيون من أرض المعركة تاركين خلفهم الملك هنري دون أذى جالساً يغني تحت الشجرة.
منح الملك هنري ثلاثة جنود رتبة فارس بعد انتصاره في هذه المعركة، ووبعد يوم واحد من انتهاء المعركة طلبت الملكة مارغريت من ابنها إدوارد وستمنستر ذو السبع سنوات أن يحدد بنفسه الطريقة التي سوف يُعدم فيها فارسا جيش يورك اللذان كُلفا بحراسة والده الملك هنري وبقيا إلى جانبه طوال فترة المعركة وليام بونفيل والسير توماس كيرل فكان جوابه قطع عنقهما.
إجتاجت نوبات من الفزع في لندن مع تقدم جيش لانكاستر نحو الجنوب بسبب كثرة الإشاعات عن وحشية الشماليين في نهب المدينة، ونتيجة لذلك قام سكان لندن بإغلاق بوابات المدينة رافضين تزويد جيش مارغريت بمؤونة الطعام التي يحتاجها بسبب نهبهم للمقاطعات المحيطة بلندن وهي ميدلسكس وهارتفوردشير.

## انتصار أسرة يورك

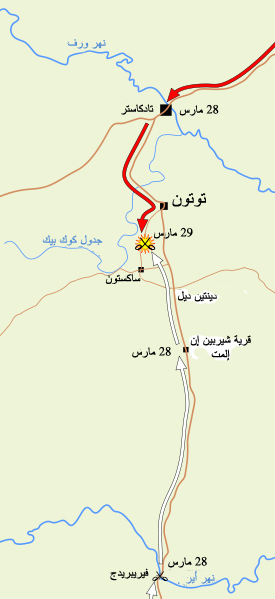
جيش يورك (باللون الأبيض) وجيش لانكاستر (باللون الأحمر) يتوجهان إلى مدينة توتون للمعركة.

مع تزامن انسحاب قوات الملكة شمالاً إلى قرية دونستابل شمال لندن تقدم إدوارد نحو الغرب لينضم إلى قوات وارويك الباقية والتي نجت من المعركة الأخيرة. عند دخول جيش إدوارد مدينة لندن قابله الشعب بالكثير من الحماس داعمين له بالأموال والمؤونة التي يحتاجها، ولم تعد رغبة إدوارد في إزالة المستشارين للملك هنري قائمة، بل أصبح توليه للعرش همه الوحيد وعليه القتال في المعارك من أجل حصوله عليه.
احتاج إدوارد إلى مزيد من السلطة فلجأ إلى توماس كيمبي وهو أحد أساقفة لندن ليسأل الشعب عن رأيهم به وقد طلب توماس من الشعب رأيهم فردوا عليه بصيحات عالية «الملك إدوارد» ووافق البرلمان على هذا الرأي فتُوج بسرعة ليكون ملكاً في احتفال غير رسمي في دير وستمنستر، ومع ذلك فقد نذر إدوارد بأن يكون احتفاله رسمياً في حال إعدام أو نفي الملك هنري مع زوجته مارغريت. وأعلن أيضاً أن حق هنري في التاج قد سقط لأنه سمح لزوجته مارغريت بأن تحمل السلاح ضد ورثة العرش الشرعيين بموجب قانون الوفاق. بعكس هنري وعائلته من أسرة لانكاستر لقد كان إدوارد الوريث الشرعي للعرش وهذا هو السبب الحقيقي في نجاحه ليكون ملكاً على البلاد وهذا الأمر هو الذي جعل البرلمان يوافق عليه قبل سنة مضت.

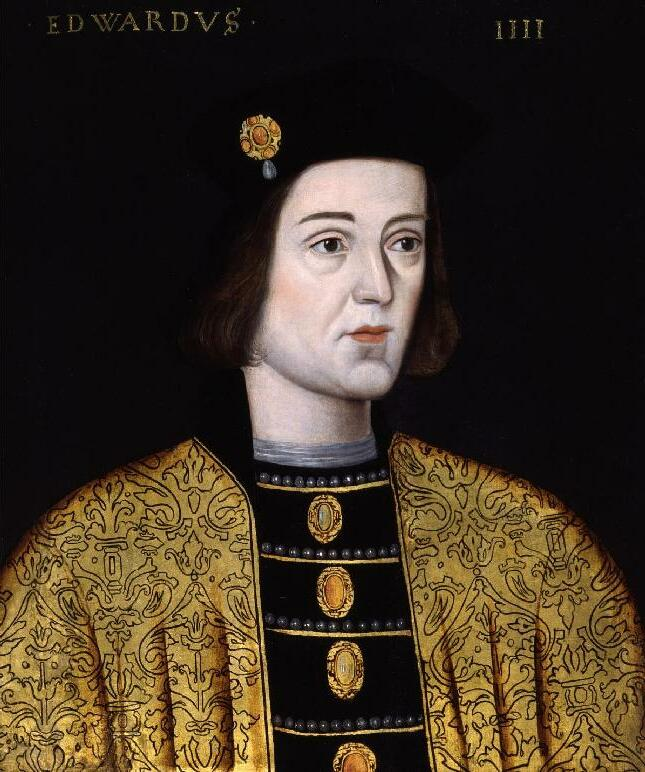
إدوارد الرابع

سار إدوارد مع وارويك شمالاً من أجل زيادة عدد جيشه وبينما هم متجهون شمالاً التقى إدوارد بجيش اللانكاستريين في بلدة توتون بالقرب من مدينة يورك، وقد إعتُبرت معركة توتون من أقوى سلسلة معارك حرب الوردتين لأنه في هذه المعركة إتفق الطرفان على تسوية وإنهاء الخلاف في ذلك اليوم من تلك المعركة التي استمرت ثلاث ساعات، بينما ذكر مستشار الملك هنري السابع أن القتال استمر لمدة عشر ساعات. قدر عدد جنود جيش لانكاستر بـ 30-35,000  أما عدد جنود جيش يورك 25-30,000 جندي، بينما قدِّر عدد القتلى للجيشين معاً في أثناء المعركة وبعدها بـ 20.000 قتيل وهذا العدد الهائل من القتلى في يوم واحد سُجل كأعظم خسارة في تاريخ إنجلترا. كانت نتيجة هذه المعركة الدامية أن ينتصر جيش إدوارد انتصاراً كبيراً بينما هُزم جيش لانكاستر هزيمة كبرى خاصة وأن معظم قادته قد قُتلوا في هذه المعركة وبعد المعركة أُسر 42 فارساً من فرسان جيش لانكاستر ومن ثم أُعدموا. كان الملك هنري مع زوجته الملكة مارغريت في مدينة يورك مع ابنهما إدوارد ينتظران انتهاء المعركة وحالما سمعا الأنباء عن انتصار جيش إدوارد رحلا إلى الشمال.
تحول ولاء كثير من نبلاء لانكاستر الباقين على قيد الحياة إلى إدوارد بعد هذه المعركة ومن لم يكن موالياً له فقد طرد إلى مناطق الحدود الشمالية والبعض منهم إلى قلاع ويلز. تقدم إدوارد إلى مدينة يورك لإزالة الرؤوس المتعفنة الثلاثة؛ رأس والده، رأس أخيه، ورأس سالزبوري من هناك وللانتقام من جون كليفورد المسؤول عن إعدام أخيه إدموند بورتلاند في معركة ويكفيلد.

## إدوارد الرابع
بعد انتصاره تُوج إدوارد الرابع رسمياً ليكون ملكاً على البلاد في شهر يونيو من عام 1461م بمدينة لندن.

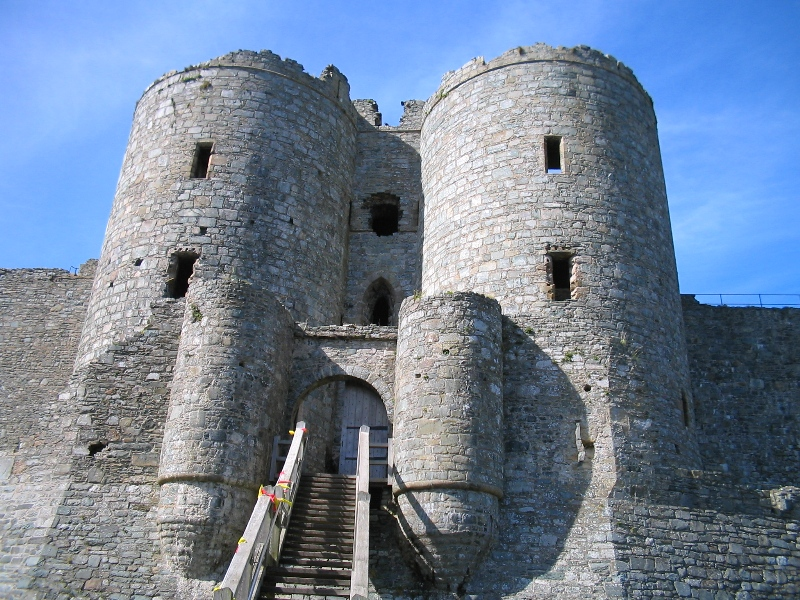
قلعة هارليتش في غويند، ويلز

هرب هنري الرابع مع زوجته الملكة مارغريت إلى اسكتلندا تحت حماية الملك جيمس الثالث خاصةً وأنه وعد بالتنازل عن قرية بيرويك لتكون من ضمن أراضي اسكتلندا. في وقت لاحق من ذلك العام شُن هجومٌ على كارلايل ولكن بسبب افتقارهم للمال والعتاد تم صدهم بسهولة من قبل رجال إدوارد الذين كانت مهمتهم اقتلاع أسرة لانكاستر المتبقية في المقاطعات الشمالية. حتى مع وجود جيش أسرة يورك صمدت أغلب قلاع اللانكاستريين على مدى سنوات فقد كانت قلعة دونستانبيرغ بمدينة ألنويك (كانت مركزاً لعائلة بيرسي) وبامبور آخر القلاع المقاومة قبل أن تسقط تحت أيدي اليوركيون.
في عام 1464م كانت هناك ثورات من اللانكاستريين في شمال إنجلترا، فالعديد من نبلاء لانكاستر بمن فيهم هنري بوفورت اللذين تصالحوا في السابق مع إدوارد الرابع قد تمردوا ولكن شقيق وارويك جون نيفيل قضى على هذا التمرد. في 25 أبريل قُضي على جيش قليل العدد للانكاستريين في معركة مستنقع هدجلي ولكن نيفيل لم يستطع الاحتفال بهذا النصر لأنه كان مرافقاً لأحد المفوضين الإسكتلنديين الآتي من أجل معاهدة يورك. في 15 مايو هُزم جيش سومرست في معركة هكسهام وفي هذه المعركة أُلقي القبض على القائد سومرست ومن ثم أُعدم.
في عام 1465م أُلقي القبض على الملك المخلوع هنري للمرة الثالثة في كليثروي لانكشاير. أُقتيد الملك المخلوع إلى لندن وأصبح سجيناً في برج لندن. في الوقت نفسه كان إدوارد الرابع على صلح مع اسكتلندا مما أجبر مارغريت للإبحار مع ابنها إلى فرنسا وبقيت فقيرة في المنفى مع ابنها مجردة من أي سلطة لعدة سنوات. في 1461 - 1468 بعد مضي سنة من انتهاء معركة بوسوورث سافرت مارغريت لتكون مع ماتبقى من مناصريها في قلعة هارليتش آخر معاقل اللانكاستريين المتبقية في ويلز  والتي تميزت بدفاعاتها الطبيعية وإمداداتها عن طريق البحر جعلها من أقوى الحصون التي كانت تحت سيطرة اللانكاستريين. أصبحت القلعة المقر الرئيسي لهم في أنحاء المنطقة ومنها وُضعت العديد من الخطط من أجل القضاء على حكم اليوركيون. بعد وصول هنري تيودور بجيشه للقلعة أمر إدوارد الرابع ويليام هربرت بأن يجمع جيشاً من المحتمل أنه وصل إلى 10000 جندي للاستيلاء على القلعة. بعد حصار شهر واحد استسلمت القلعة في عام 1468م بعدما صمدت سبع سنوات في أيدي اللانكاستريين.

## تمرد وارويك ووفاة هنري السادس

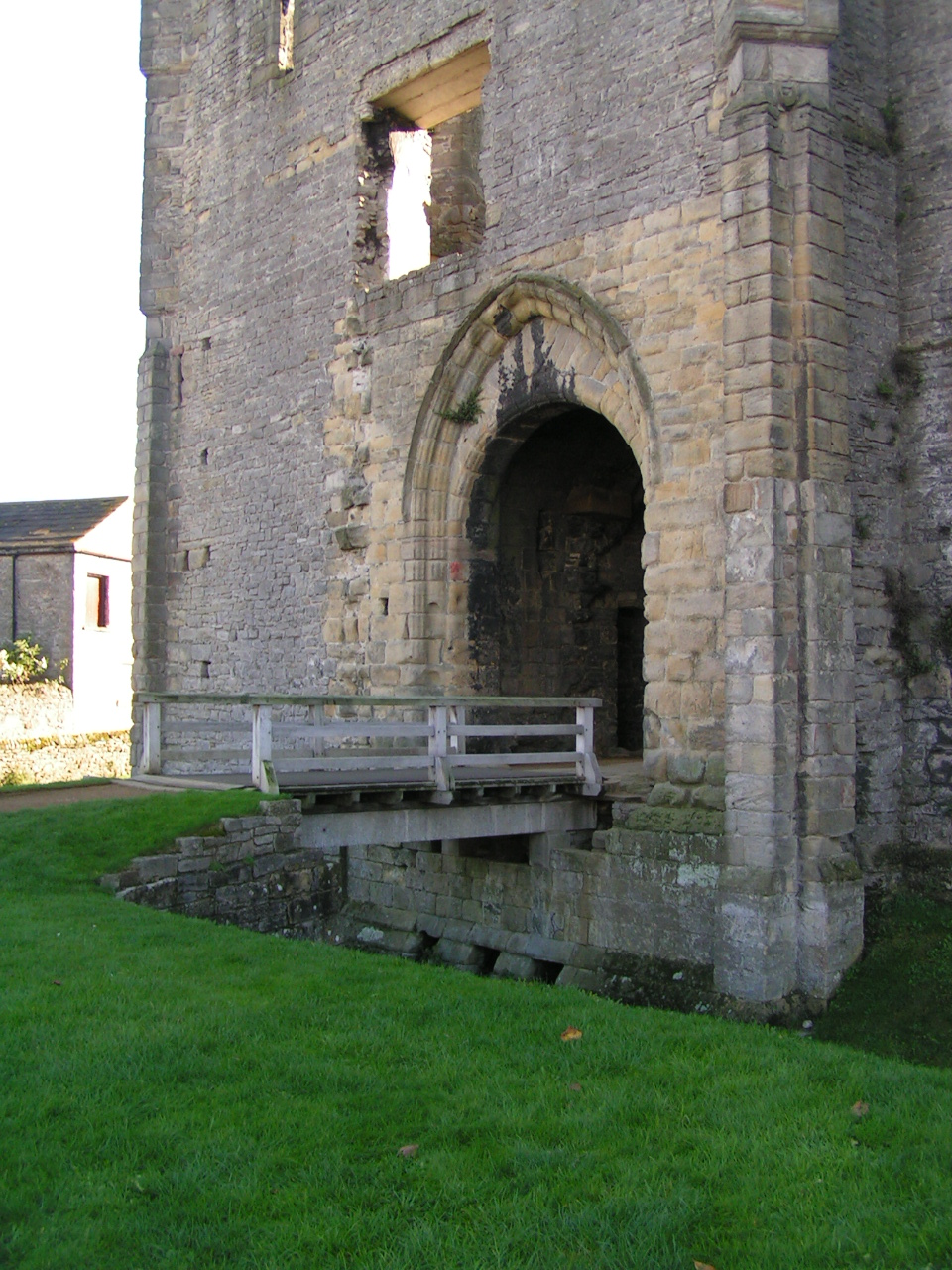
قلعة ميدلهام

في تلك الأثناء كان إيرل وارويك («صانع الملوك») أكبر مالكٍ للأراضي في إنجلترا ومن أغنى الأشخاص أيضًا بسبب ممتلكات زوجته، كما قد ورث من والده العقارات، وبسبب المعارك التي خاضها فقد حصل أيضًا على الكثير من المنح منها الممتلكات المصادرة من اللانكاستريين، إضافةً إلى توليه العديد من مناصب الدولة. أعرب عن اقتناعه التحالف مع فرنسا وقد قام بالمفاوضات لتزويج إدوارد لإحدى الأميرات الفرنسيات (أخت زوجة لويس الحادي عشر) ولكن إدوارد كان له رأي آخر فقد تزوج سرَّاً في عام 1465م من إليزابيث وودفيل  أرملة أحد الفرسان اللانكاستريين وقد كان لديها طفلين من زوجها السابق. أعلن إدوارد الرابع في وقت لاحق زواجه منها وكان لإعلانه هذا وقعاً كبيراً وإحراجاً لوارويك خاصةً وأن الأخير كان يقوم بالمفاوضات لتزويجه إحدى الأميرات الفرنسيات.

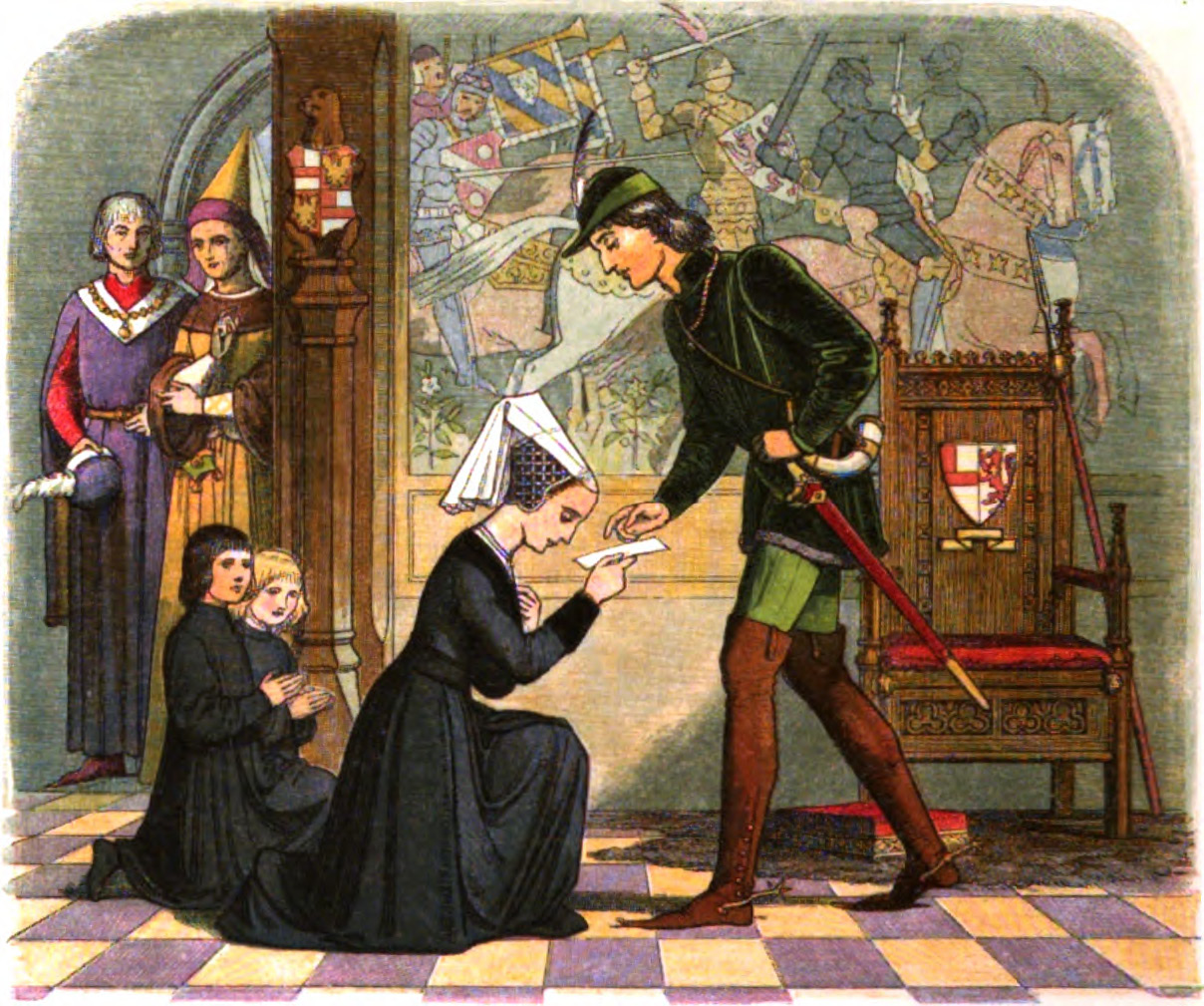
إدوارد يلتقي بزوجته المستقبلية إليزابيث وودفيل

تحول هذا الإحراج الكبير إلى كراهية خاصة بعدما قام إدوارد الرابع بتفضيل عائلة وودفيل على نيفيل داخل البلاط الملكي. فقد كان العديد من أقارب الملكة إليزابيت متزوجون من عائلات نبيلة وقد مُنح العديد منهم الألقاب والمناصب العالية في الدولة، وقد زاد من خيبة أمل وارويك أيضاً تفضيل إدوارد الرابع أن يتحالف مع دوقية بورغونيا بدلاً من فرنسا ورفضه تزويج شقيقه ريتشارد وجورج لإبنتي وارويك إيزابيل وآن نيفيل، علاوة على ذلك في هذه الفترة كانت شعبية إدوارد في طريقها إلى الزوال بسبب زيادة الضرائب والاضطرابات المستمرة، وقد كان واضحاً أن القوة والسلطة التي كانت لدى وارويك في البلاط الملكي بدأت بالزوال لصالح وودفيل.
في عام 1469م شكل وارويك تحالفاً مع أحد شقيقي إدوارد وهو جورج الذي اشتهر بغيرته وخيانته لأخيه إدوارد، وكتحدٍ لشقيقه الأكبر الذي اعترض على زواجه من ابنتي وارويك تزوج من إيزابيل نيفيل. قام الاثنان بجمع جيش لمحاربة إدوارد وقد تواجه جورج ووارويك ضد إدوارد في معركة مستنقع إدجكوت وكانت نيته هذه المعركة هو النصر لصالح جورج ووارويك والقبض على إدوارد في أولني ومن ثم سجنه في قلعة ميدلهام بيوركشاير. لفترة وجيزة كان في عهدة وارويك ملكان أحدهما والد الملكة ريتشارد وودفيل والثاني هو شقيقها الذي أُعدم جون وودفيل. لم تكن لوارويك نية بنزع إدوارد عن عرشه واستبداله بشقيقه جورج وقد كان لديه سبب يمنعه من هذا وهو حالة الاضطراب التي يواجهها إدوارد بسبب لجوء النبلاء لجيوشهم الخاصة لحل مشاكلهم وخلافاتهم (كما في واقعة معركة نيبلي الخضراء) وتشجيع اللانكاستريين لهذا التمرد. في تلك الفترة كان هناك عدد قليل من النبلاء الذي دعموا وارويك ليستولي على السلطة. ذهب إدوارد الرابع برفقة عميد يورك جورج نيفيل (شقيق وارويك) إلى لندن لإصلاح الخلاف بينه وبين وارويك وقد حصل هذا الصلح ولكنه كان صلحاً ظاهرياً فقط.

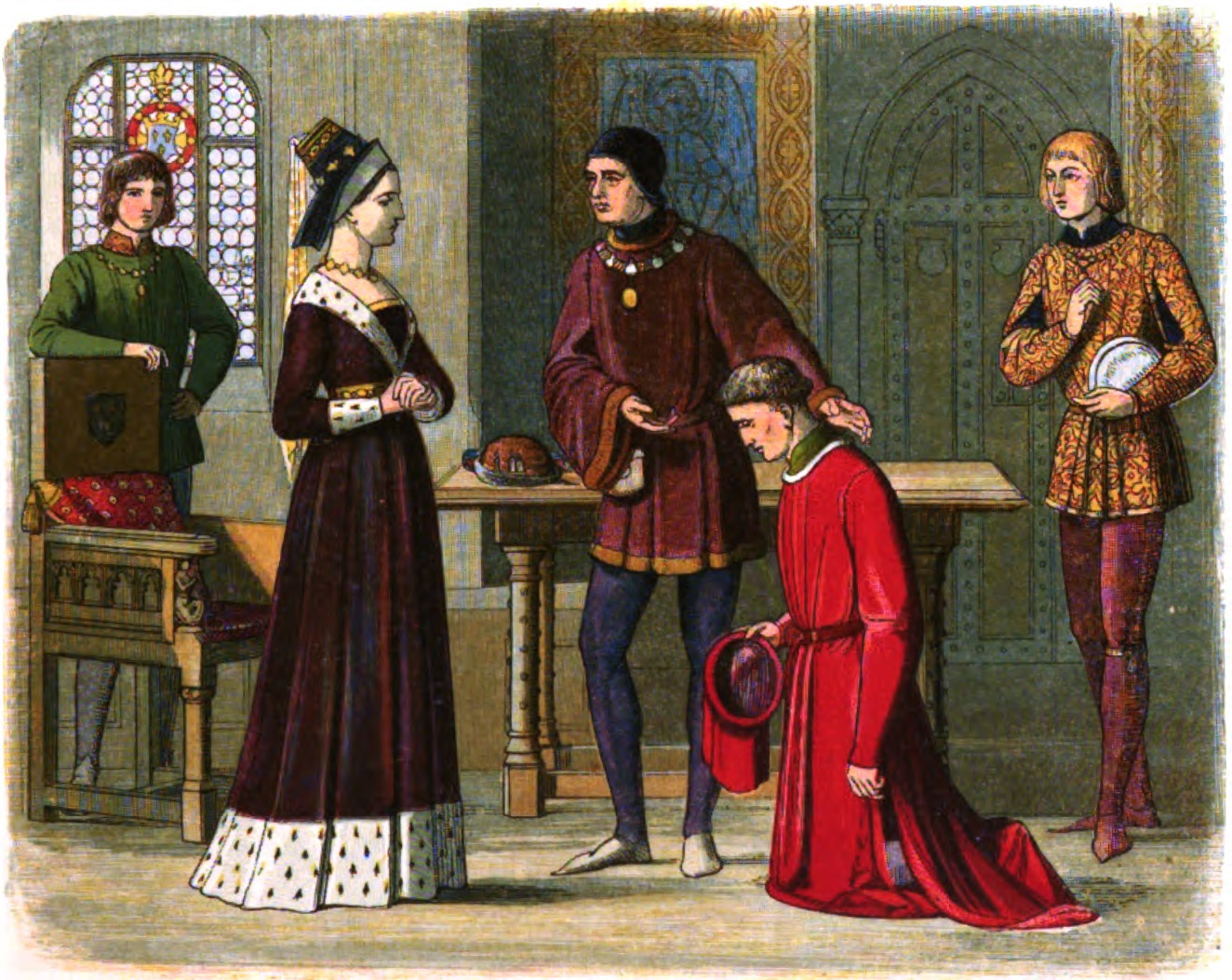
وارويك يتحالف مع مارغريت الأنجوية بعدما لم يعد إدوارد الرابع يستشيره في أمور الدولة وتفضيله أقارب زوجته

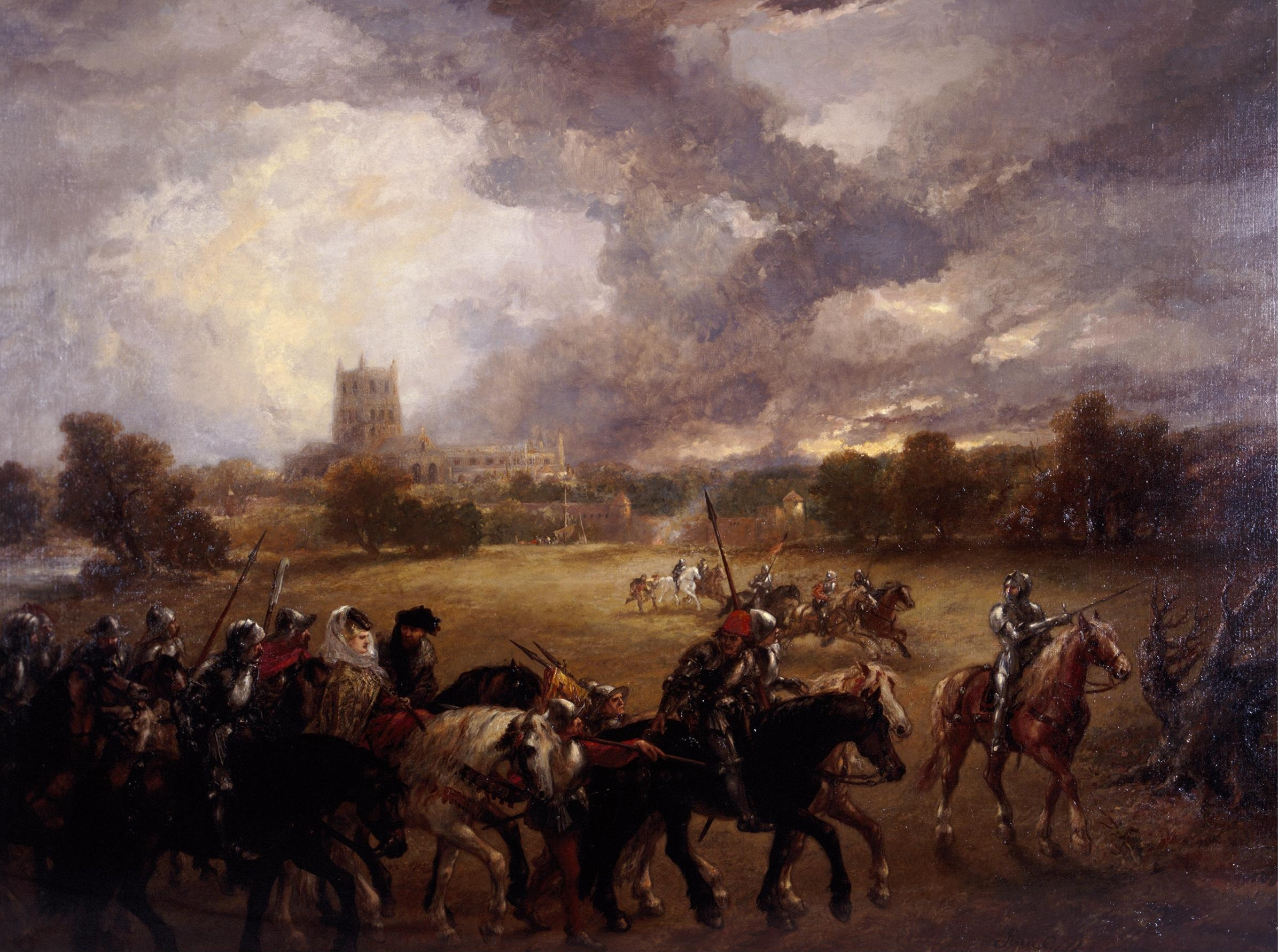
الملكة مارغريت الأنجوية وهي أسيرة على ظهر جواد أبيض بعد انتهاء معركة توكسبوري

عندما اندلعت ثورات أخرى من اللانكاستريين في لينكونشير قام إدوارد الرابع بدعم هذه الثورة وساعدهم في معركة حقل لوسكوت. من شهادة أحد القادة المقبوض عليهم قال أن وارويك وجورج هما من حرضا على فعل هذا التمرد، وبعد هذه الشهادة أُعلن أن وارويك وجورج خونة ففرّا إلى فرنسا حيث كانت هناك مارغريت في منفاها. بسبب اقتراح من مارغريت ووارويك أراد لويس الحادي عشر إحباط أي تحالف بين إدوارد الرابع وصهره شارل الجريء فلم يحصل يوماً أن كان هناك عداء بين الاثنان ولكنهما في نهاية المطاف أصبحا عدوين بسبب الفوائد المحتملة التي سيحصلان عليها حال عدائهما، ومما لاشك فيه أنهما كانا يريدان نتائج مختلفة: فوارويك كان أشبه بدمية متحركة على شكل الملك هنري أو ابنه ومارغريت تريد استعادة مملكتها المسلوبة منها. في خريف عام 1470م غزا وارويك إنجلترا بعد اتفاق بينه وبين مارغريت بأن يزوج ابنته آن على إدوارد ابن مارغريت.
سار إدوارد الرابع شمالاً لقمع انتفاضة أخرى في يوركشاير. تمكن وارويك وبمساعدة من أسطول كان تحت قيادة ابن أخيه توماس نيفيل في الحصول على الدعم، فعندما هبط الإسطول في دارتموث قام توماس بالذهاب إلى المقاطعات الجنوبية والموانئ لتأمين الدعم لعمه وارويك. بعد أن إحتُلت لندن في أكتوبر قام وارويك بعمل مسيرة يظهر فيها الملك هنري السادس في شوارع لندن معلناً فيها عودته لتولي الحكم. تغير ولاء جون نيفيل الذي كان قد تلقى مؤخراً لقب مركيز مونتاجو وقاد الجيوش الكبيرة في مسيرات أسكتلندية ليدعم شقيقه وارويك. لم يكن إدوارد مستعداً بعد لهذا الحدث الكبير فقام بتبديد جيشه وهرب مع غلوستر من دونكاستر إلى الساحل ومن ثم إلى مقاطعة هولندا وأخيراً إلى منفاهما في دوقية بورغونيا وأُعلن بعدها أنهما خائنان للبلاد. ساعد فرارهما هذا عودة الكثير من اللانكاستريين إلى مدنهم لإسترجاع عقاراتهم التي سُلبت منهم أثناء حكم إدوارد.

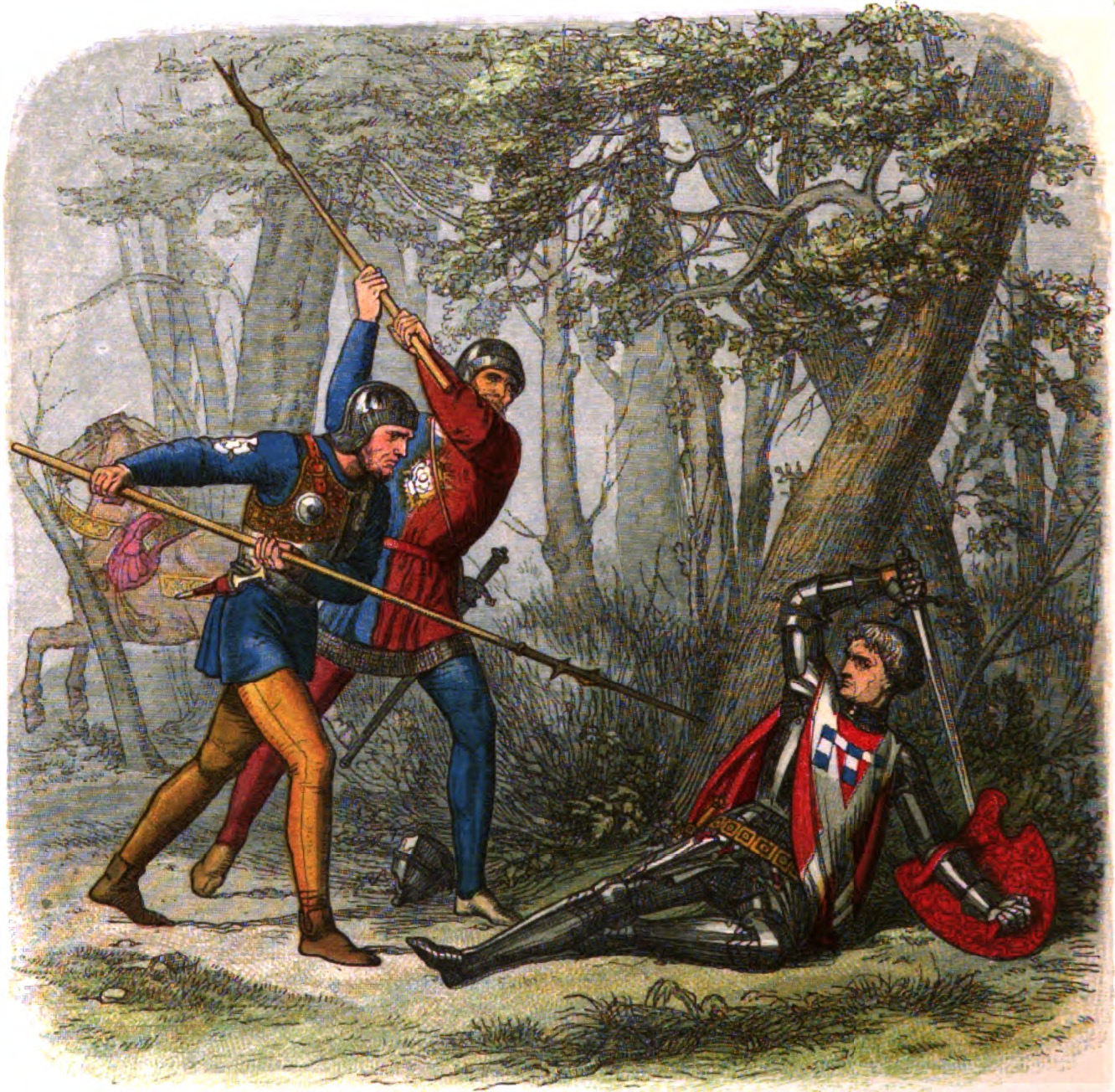
محاولة اليوركيين قتل ريتشارد نيفيل "صانع الملوك" وهو يحاول الهرب في معركة بارنيت

لم يدم نجاح وارويك طويلاً، فقد تحالف مع ملك فرنسا لغزو دوقية بورغونيا بعد أن أغراه الملك لويس بالأراضي والممتلكات التي سيحصل عليها في هولندا حال موافقته الغزو. لذا طلب وارويك المساعدة من شارل الجريء فقام بتوفير الأموال والجنود له ليتمكن من غزو إنجلترا في 1471م. وصل إدوارد مع جيشه الصغير لريفينسبور الواقعة على ساحل يوركشاير مدعياً في البداية دعمه لهنري السادس وأن سعيه هذا ماهو إلا استعادة لقبه كدوق يورك، سرعان ما اكتسب محبة سكان يورك وحصل عدد من الأنصار الداعمين له. بعد حصول هذا قام ريتشارد بالخيانة مرة أخرى ولكن هذه المرة قام بخيانة وارويك. استولى إدوارد الرابع على مدينة لندن بعدما هزم وارويك ومونتاجو في معركة بارنيت. بدأ القتال في تمام الساعة الخامسة فجراً. وقد كان القتال صعباً للغاية بسبب الضباب الكثيف. لدرجة جعلت جنود وارويك يقاتلون بعضهم البعض عن طريق الخطأ، فالرؤية في ذلك اليوم تكاد تكون معدومة، وبعد تعرض وارويك للخيانة حاول الهرب بجيشه ولكنه تعرض للطعن عندما حاول الركوب على ظهر جواده، أما جون نيفيل فقد مات هو الآخر في أثناء المعركة.
وصلت مارغريت مع ابنها إدوارد إلى غرب البلاد قبل أيام من بدء معركة بارنيت، وبدلاً من أن تعود إلى فرنسا قررت مارغريت الانضمام إلى مناصري لانكاستر في ويلز. بينما كانت مارغريت في طريقها لعبور نهر سيفرن مرت على مدينة غلوستر التي منعتها من عبور النهر، إضافةً إلى ذلك فقد قُتل قائد جيشها إدموند بوفرت بعد هزيمته في معركة توكسبوري، مع ابنها الأمير إدوارد  وبالتالي لم يعد هناك وريثاً للعرش من أسرة لانكاستر، أما زوجها هنري السادس فقد قُتل بعد ذلك بفترة وجيزة في برج لندن. في 14 مايو 1471م عزّز اليوركيون قبضتهم في تولي العرش خاصة وأنه لم يكن هناك خليفة آخر بعد موت الأمير إدوارد ووالده هنري السادس.

## ريتشارد الثالث

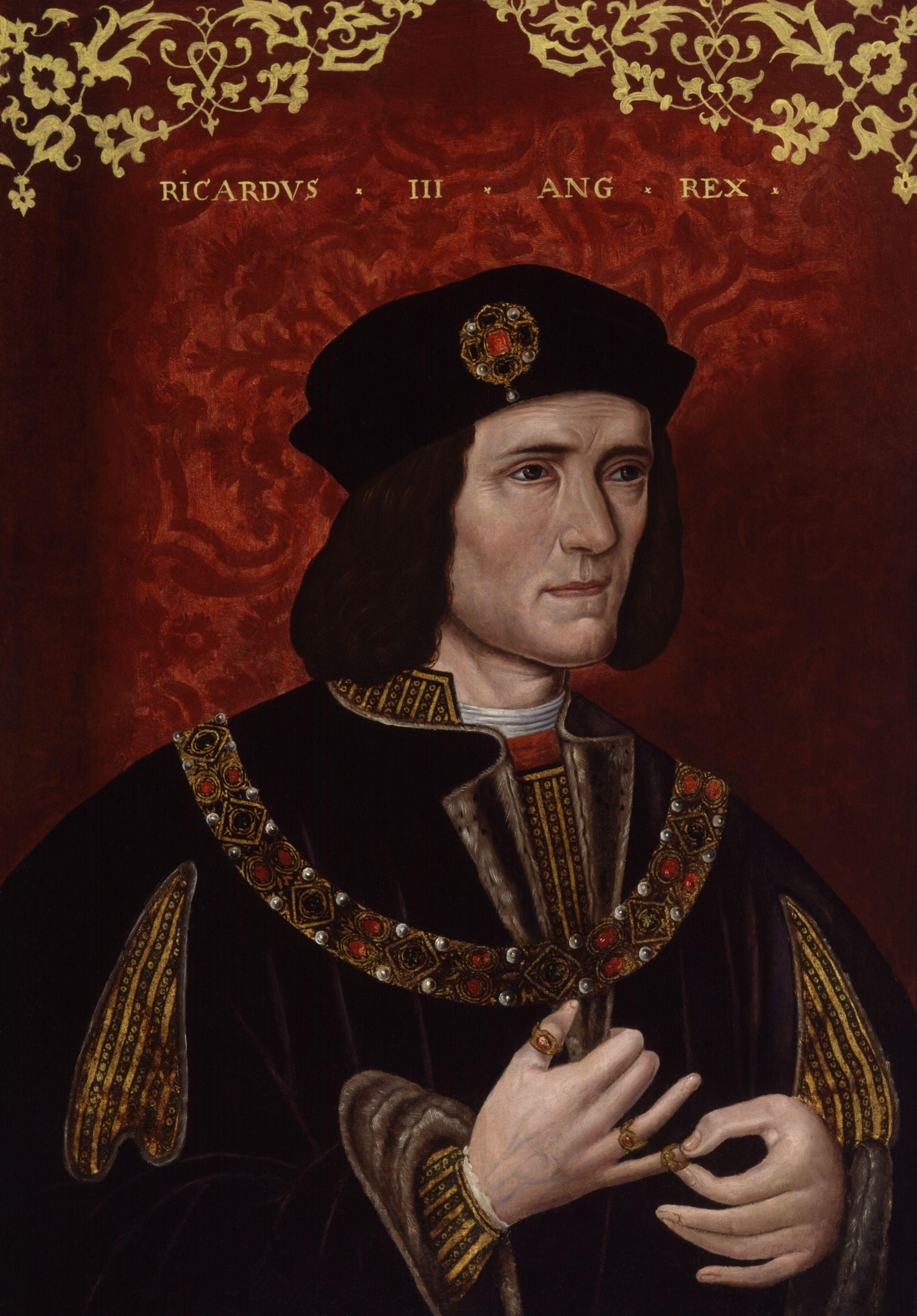
ريتشارد الثالث

يُنظر إلى استعادة إدوارد الرابع للعرش في عام 1471م على أنها نهاية حرب الوردتين السلمية بسبب السلام الذي مر به البلاد في فترة حكمه بعد مقتل آخر حكام لانكاستر. كوفئ شقيق إدوارد الأصغر ريتشارد الثالث وصديقه ومؤيده في قراراته ويليام هاستينغر على ولائهما الدائم لإدوارد بجعلهما حاكمين على الشمال وميدلاندز. في عام 1478م قُبض على جورج وسجن في برج لندن ومن ثم أعدم لأنه تآمر مع آخرين لإطاحة حكم أخيه الملك إدوارد الرابع.
في 9 أبريل من عام 1483م توفي الملك إدوارد الرابع بعد معاناته لمرضه الذي استمر لمدة ثلاثة أسابيع وبوفاته المفاجئة إندلعت الاضطرابات السياسية مرة أخرى بين الأسرة الحاكمة في الأحق لتولي العرش من بعده. كان العديد من النبلاء لايزالون مستائين من تأثير أقارب الملكة وودفيل (خاصة شقيقها أنتوني وابنها من زواجها السابق توماس غري) فقد اعتُبرا بأنهما حديثا النعمة المتعطشان. وعندما مات إدوارد كان ابنه إدوارد الخامس في الثانية عشر من عمره تحت عناية واهتمام إيرل ريفيرز في قلعة لودلو.
كانت وصية إدوارد الرابع وهو على فراش موته أن يكون شقيقه الأصغر ريتشارد الثالث حامياً للبلاد من بعده ليحكم إنجلترا، ولم يكن ريتشارد معه أثناء وفاته فقد كان في شمال البلاد عندما مات إدوارد الرابع لذا أرسل اللورد هاستينغز رسالةً لريتشارد يخبره فيها أن يجمع قواته ويعود إلى لندن لمواجهة أي احتشاد ممكن أن يحدث من عائلة وودفيل بعدما قرر إدوارد الرابع أن يتخذ من عائلته الخليفة من بعده بدلاً من عائلة زوجته، وقد أعلن هنري ستافورد تأييده لريتشارد.
في 28 أبريل فاجأ ريتشارد وباكنغهام إيرل ريفيرز وهو يرافق إدوارد الصغير إلى لندن في قرية ستوني ستافورد شمال باكينغهامشير ومع أنهما تناولا العشاء معاً وبشكل ودِّي إلا أنهما أخذاه أسيراً في اليوم التالي، وقِيل لإدوارد الصغير أنهما فعلا ذلك لإحباط مؤامرة من قبل وودفيل كانت تهدد حياته. بعد ذلك وُضع ريفيرز وابن أخته ريتشارد غري في قلعة بونتيفراكت وأعدما في نهاية شهر يونيو.
في 19 مايو دخل إدوارد الصغير برفقة عمه ريتشارد إلى لندن وحالما دخل فيها وضعه في برج لندن - مقر الإقامة التقليدي قبل التتويج الرسمي بسبب مشورة أسداها له هاستينغز، بينما فرت والدته إليزابيث وودفيل مع بقية أبنائها إلى وستمنستر مع العلم أنه كانت هناك إستعدادات رسمية ستقام في 4 مايو لتتويج ابنها إدوارد الخامس ليكون ملكاً على البلاد والتي من أهميتها لها انتهاء السلطة الممنوحة لعمه ريتشارد في تولي شؤون الدولة ولكنه تأجل إلى 25 يونيو. في 13 يونيو اجتمع ريتشارد برؤساء المجلس متهماً فيه هاستينغز وأشخاص آخرون معه أنهم حاولوا حياكة مؤامرة ضده، وبسبب إدعائه هذا أُعدم هاستينغز في اليوم التالي.

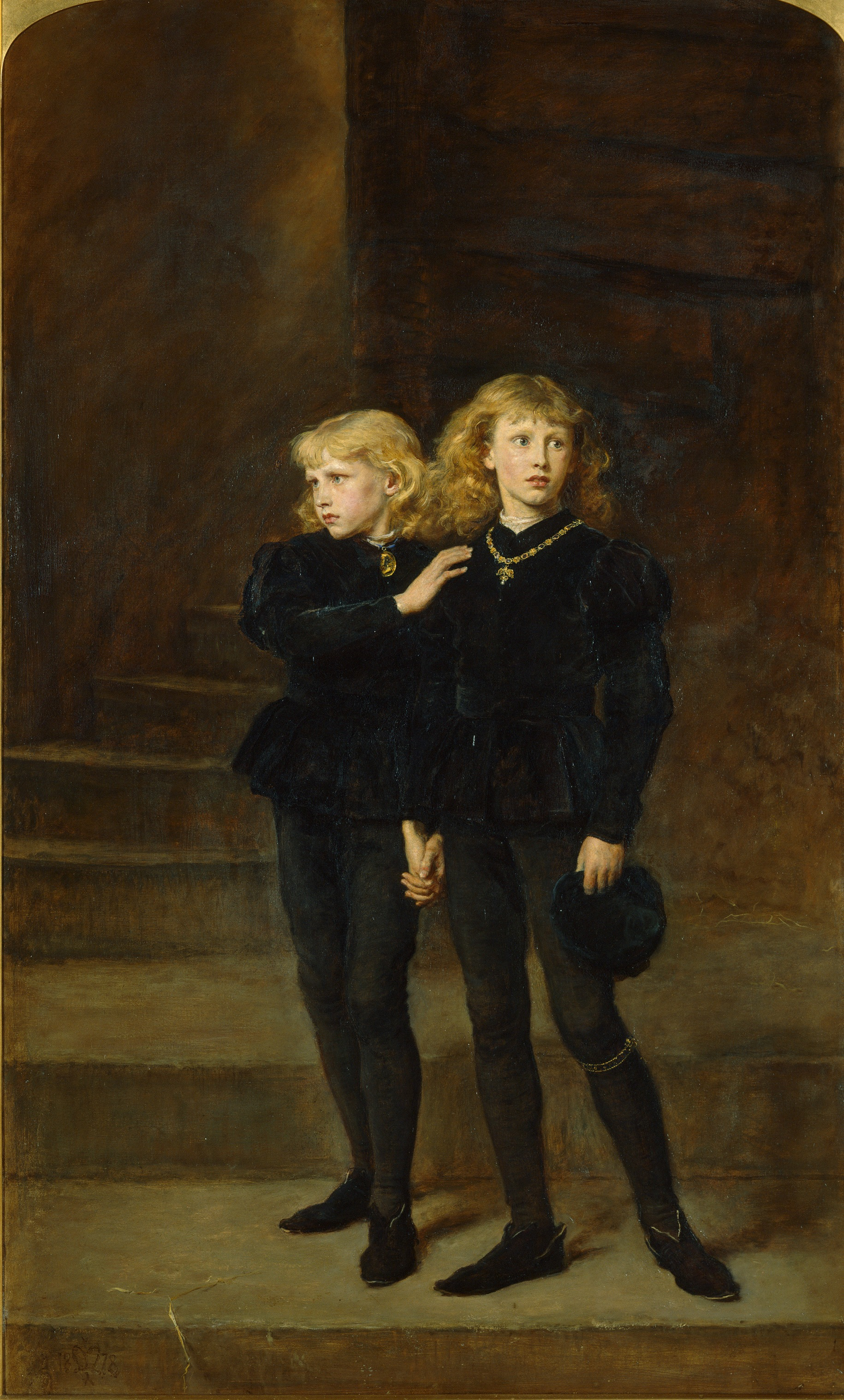
لوحة أميرا البرج التي رسمها جون إيفرت ميليه

في 16 يونيو أقنع أسقف كنيسة كانتيربوري توماس بورشيرإليزابيث وودفيل أن تسمح لإبنها الصغير الأمير ريتشارد دوق يورك ذو التسعة أعوام الانضمام إلى شقيقه إدوارد الخامس في برج لندن ولكنها في البداية رفضت وقالت: 
| حرب الوردتين | إليزابيث: إن ابني الصغير مريض وليست لديه القوة الكافية لتركي. الأسقف: ولكن يا سيدتي هذا ليس جيداً لشقيقه الملك، عليهما البقاء مع بعضهما حتى يستطيعا أن يلعبا معاً. إليزابيث: يستطيع بعض الصبية الصغار اللعب مع الملك، فالصبية حتى لو كانوا ملوكاً فإنهم لايطلبون من زملاء اللعب أن يكونوا أمراء. لذا لا أستطيع، لن أدع ابني يذهب. الأسقف: دعيه يأتي إلي وسوف أحميه كما لو أنها حياتي | حرب الوردتين |

بسبب كلمات الأسقف بدأت إليزابيث تفكر بصمت، فقد كان عليها أن تتخلى عن ابنها عاجلاً أم آجلاً لذا كان من الأفضل أن تترك ابنها في عهدة الأسقف بدلاً من أن يكون في عهدة عمه ريتشارد الشرير. لذا أخذت بيد ابنها واتجهت به نحو الأسقف وقالت:
| حرب الوردتين | أعلم أنك مخلص وصادق ولديك السلطة والقوة، لذا وبسبب الثقة التي منحك إياها والده أُحمِّلك مسؤولية حماية ابني | حرب الوردتين |

.

أخذت إليزابيث تحضن ابنها وتودعه وتباركه وقالت أنها تريد أن تقبله لأنها لا تعلم متى ستراه مرة أخرى، فأخذت تقبله عدت مرات قبل أن تحمله وهي تبكي إلى يدي الأسقف الذي كان هو الآخر يحاول أن يمسك بإبنها الصغير بقوة لأنه كان يبكي ولا يريد أن يترك أمه. أخذ الأسقف الأمير الصغير إلى عمه ريتشارد الثالث مباشرة، حالما رأى ابن شقيقه احتضنه وقبله ومن ثم قال «أهلاً أيها الأمير»، بالإضافة إلى ريتشارد الثالث فقد كان إدوارد الخامس مسروراً هو الآخر لرؤية شقيقه الصغير الذي لم يره منذ فترة طويلة. بعدما انضم إلى شقيقه وضعهمها في موكب ملكي ومن ثم أرسلهما إلى البرج. بعد أن أصبحا في قبضته قام ريتشارد بتقديم اعتراض على تتويج إدوارد الخامس ليكون حاكماً للبلاد وطاعناً في شرعية زواج إليزابيث وودفيل بأخيه إدوارد الرابع، ومتهماً عدم شرعية أبناء أخيه. بعد هذا الإدعاء وافق مجلس اللوردات على عدم شرعية إدوارد الخامس ليكون حاكماً لهذه البلاد. بعدما علم الأمير إدوارد الصغير بما يُعد له عمه ريتشارد الثالث قال: 
| حرب الوردتين | أتمنى أن لا يأخذ عمي حياتي مثلما أخذ منِّي مملكتي | حرب الوردتين |

.
بقي الأميران محبوسان في برج لندن يحرسهما رجل واحد ذو شخصية قاسية يدعى بلاك بيل ولكنه لم يكن قاسياً مع الأميرين الصغيرين بل محباً لهما وقد حاول مواساتهما. على الرغم من أن ريتشارد الثالث أصبح ملكاً شرعياً للبلاد لم يكن يوماً سعيداً بسبب خوفه من أن يأتي فيه يوم يقوم الناس بإزالته من منصبه كحاكم واستبداله بأحد الأميرين الصغيرين لذا قرر قتلهما. أرسل ريتشارد الثالث رسالة إلى مدير برج لندن يأمره فيها بقتل الأميرين الصغيرين ولكن رسالته رُفضت من قبل مدير البرج. أرسل ريتشارد الثالث رجلاً آخر لبرج لندن وأجبر المدير بالتخلي عن مفاتيح البرج لهذا الرجل الجديد لمدة ليلة واحدة وقد وافق مُكرهاً بأن يُعطي المسؤولية لهذا الرجل وهو على علم بما ستؤول إليه الأمور فما كان عليه طاعة أوامر الملك. في تلك الليلة وفوق سرير كبير داخل الزنزانة نام الصغيران وذراعهما ملتفتان حول عنق بعضهما ومواسيان لبعضهما البعض. دخل رجلان بهدوء في ظلام تلك الليلة حتى وصلا إلى السرير الذي فيه الأميرين، فأخذا مجموعة من الملابس والوسائد ووضعاها فوق وجه الأميرين حتى يفقدا القدرة على التنفس ويموتا، لم يكن باستطاعة الأميرين الصراخ أو البكاء وسرعان ما توقفا عن الحركة وماتا مخنوقين أثناء نومهما. ظهرت تكهنات بأنهما قُتلا في ظروف غامضه بأوامر من عمهما ريتشارد، ولم يتم مطلقاً التحري عن اختفائهما وهكذا ظهرت أسطورة أميرا البرج على ألسنة الناس.
بعدما توفيا قاما الرجلان بحمل جثتا الأميرين ورموهما داخل حفرة تحت الدرج وغطوهما بغطاء ومن ثم هربا، ولم يتم الكشف عن مكان جثتهما سوى بعد مرور سنوات من مقتلهما. في عام 1674م وبينما كان أحد البنائين يعيدون بناء برج لندن نبش في صندوق خشبي يحتوي على هيكلين عظميين صغيرين مدفون تحت عمق 10 أقدام من الدرج المؤدي إلى الكنيسة الصغيرة داخل البرج الأبيض ولم يكن هذان الهيكلين الوحيدين لطفلين صغيرين فقد عثر على هيكلين آخرين لطفلين صغيرين في أحد الغرف القديمة للبرج.
لم يكن ريتشارد الثالث سعيداً بعد تخلصه منهما، فقد راودته الكوابيس ولم يكن يوماً سعيداً إضافة إلى ذلك فقد كرهه الشعب بسبب ظهور العديد من الإشاعات التي تقول أنه قتل الأميرين الصغيرين، فمنذ مقتلهما وهو في حالة ذعر ظنّاً منه أن هناك من سيقوم بقتله ونتيجة لذلك كان خنجره يرافقه دائماً في كل مكان يذهب إليه. تُوج ريتشارد باسم ريتشارد الثالث ملكاً لإنجلترا في 6 يوليو من عام 1483م، بعدها ذهب الملك الجديد في جولة إلى ميدلاند وإلى شمال إنجلترا ومنح ابنه لقب أمير ويلز.

## ثورة باكنغهام
بعد تتويج ريتشارد الثالث ظهرت ثورات ضده جنوب البلاد، ففي 18 أكتوبر قاد دوق باكنغهام هنري ستافورد (وهو الذي كان له دور فعال في وضع ريتشارد على العرش) ثورة لوضع هنري تيودور وهو أحد اللانكاستريين ليكون حاكماً للبلاد.

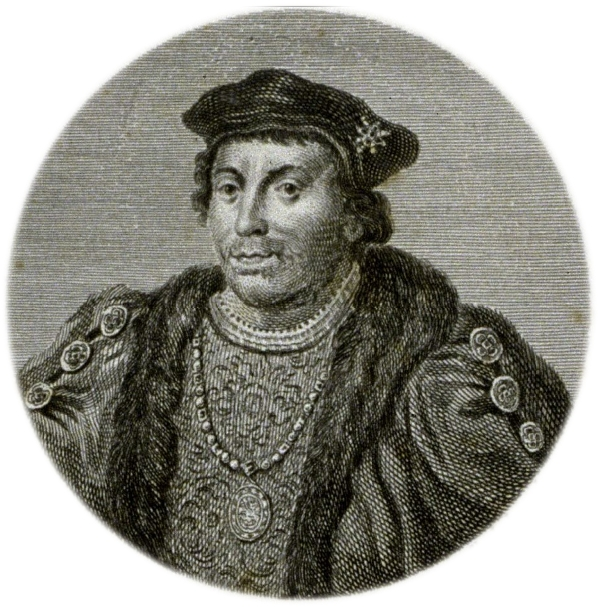
هنري ستافورد

إدَّعى اللانكاستريين أن هنري تيودور هو الأحق في العرش والوريث الشرعي من بعد وفاة هنري السادس وابنه في عام 1471م، فوالده إدموند تيودور، إيرل ريتشموند الأول هو الأخ غير الشقيق للملك هنري السادس ومن الطبيعي أن يكون هو الخليفة من بعده خاصة وأن ابنه أيضاً قد مات ولايوجد هناك من يخلفه سوى ابن أخيه، ولكن هنري تيودور كان له إثباتٌ آخر لتأكيد شرعيته في تولي الحكم من خلال والدته مارغريت بوفورت، فقد كانت والدته من سلالة جون بوفورت ابن جون غونت وبالتالي فالأخير هو حفيد إدوارد الثالث فعندما وُلد جون بوفورت كان في خارج إطار الزواج الشرعي ولكنه فيما بعد أصبح شرعياً بعدما تزوج والده جون بوفورت من أمه كاثرين سوينفورد.
بعد عام 1471م كانت من أولويات إدوارد الرابع محاولة تقليل ذرائع هنري تيودور في إثبات نسبه، فالأخير كان يريد الحكم لنفسه وهذا يعني إزالة إدوارد الرابع من منصبة كحاكم للبلاد. ومع ذلك فقد تزوجت والدة هنري تيودور مارغريت عدة مرات ومن بين أهم أزواجها اللذين كان لهم دور كبير في إثبات أحقية هنري السابع للعرش هما عم هنري ستافورد، دوق باكنغهام الثاني والذي يدعى السير هنري ستافورد والآخر هو توماس ستانلي الذي لم تنجب منه أطفالاً.
فشلت ثورة باكنغهام فانتفض بعض من مؤيديه في الجنوب لمساعدته ولكنهم كانوا متأخرين هذه المرة، مما سمح تأخرهم هذا لريتشارد دوق نورفولك أن يمنع العديد من المتمردين الانضمام إلى باكنغهام. بعد ذلك قام باكنغهام بجمع قواته والتوجه به إلى بريكون الواقعة في منتصف ويلز ، ولكنه لم يستطع عبور نهر سيفرن بسبب العواصف والفياضانات التي واجهها، وقد تسبب ذلك في منعه من الانضمام إلى المتمردين في جنوب البلاد، وكان لهنري تيودور نصيب من هذه العواصف والفياضانات فهو أيضاً لم يستطع أن يتوجه بقواته إلى غرب البلاد. لم يستطع جيش باكنغهام الصمود أكثر بسبب الجوع لذا لاذ بالفرار وبقي باكنغهام وحده بعد تعرضه للخيانة، فقُبض عليه ومن ثم أُعدم.
لم تكن ثورة باكنغهام هي نهاية المؤامرات الموجهة ضده، فلم يكن ريتشارد يشعر بالأمان بسبب الثورات التي يواجهها بالإضافة إلى كل ذلك فقد عانى بسبب عدم وجود وريث يخلفه في الحكم من أسرة يورك ليكون خليفته من بعد فقدانه لزوجته وابنه إدوارد مديلهام ذو العشر سنوات.

## هنري السابع

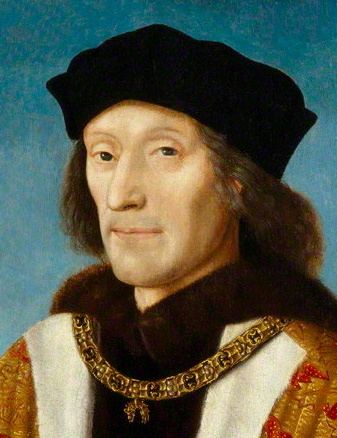
هنري السابع

فرّ العديد من مؤيدي باكنغهام من النبلاء بعد هزيمته لينضموا إلى هنري تيودور في منفاه. كان ريتشارد يبحث عن أي شيء من شأنه أن يهلك هنري تيودور لذا لجأ إلى الرشاوي في نيل مبتغاه، فقد حاول ريتشارد رشوة رئيس وزراء بريتاني بيير لانديس من أجل أن يخون هنري تيودور، ولكن هنري علم بالأمر وفرَّ إلى فرنسا  وفي هذه البلاد حصل على الملاذ الآمن له والمساعدة.
في 1 أغسطس من عام 1485م كان هنري تيودور على ثقة بأن العديد من النبلاء والضباط الموالين لريتشارد سوف ينضمون إليه، لذا أبحر بجيش من المرتزقة الفرنسيين وأيضاً المنفيين من مدينة هارفلور بفرنسا. أبحر هنري تيودور بجيشه المكون من 5000 جندي ولم يواجه أي صعوبة تُذكر أثناء إبحاره ووصل إلى بيمبروكشاير بعد ستة أيام.
كان الضباط الذين عينهم ريتشارد منقسمين إلى قسمين، منهم من انضم إلى هنري تيودور ومنهم من كان مُحايداً وفي أثناء مسيرته في ويلز جمع تيودور مناصرين له ليشاركوه القتال ولتزداد قوة جيشه. تواجه جيش هنري مع جيش ريتشارد في معركة بوسوورث وكانت النتيجة هي انتصار هنري تيودور ومقتل ريتشارد الثالث في هذه المعركة بسبب ضربة فأس حربية وُجهت على رأسه بقوة عنيفة من قِبل فارس يدعى ريس آب توماس. في أغسطس من 2012م عُثر على هيكل عظمي أثناء تنقيب علماء الآثار مدفوناً تحت موقف سيارات في ليستر وسط إنجلترا، وبعد أشهر من الأبحاث والاختبارات أعلن العلماء البريطانيون يوم الاثنين 11 فبراير 2013 أنهم مقتنعون ودون أدنى شك أن الهيكل العظمي هو للملك السابق ريتشارد الثالث الذي قتل في معركة بوسوورث سنة 1485.

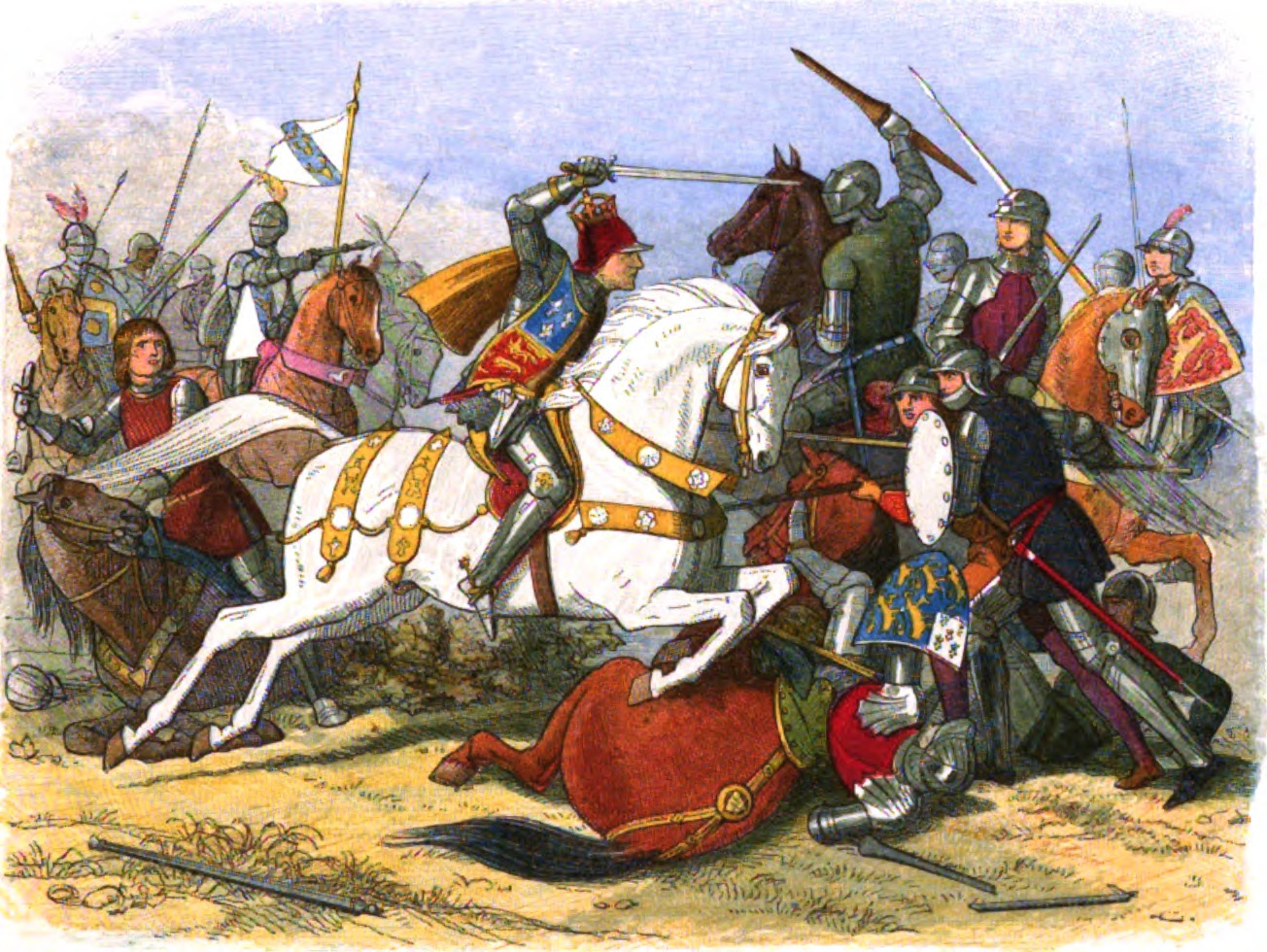
ريتشارد الثالث وهو على ظهر جواده الأبيض في معركة بوسوورث

بعد أن تُوج هنري تيودور ليكون ملكاً على البلاد أصبح اسمه هنري السابع ولكي يُقوي أكثر من منصبه تزوج من إليزابيث يورك ابنة إدوارد الرابع وهي آخر المطالبين للعرش من أسرة يورك، وبزواجه منها توحدت العائلتان (أسرة لانكاستر وأسرة يورك) وانتهت أيضاً حرب الوردتين، فقام بدمج رمزي العائلتين الوردة الحمراء والوردة البيضاء في رمزٍ واحد ليكون وردة تيودور، وقد أنجبت منه سبعة أبناء (3 ذكور و4 إناث). ولتدعيم منصبه قام هنري السابع بتنفيذ مطالب الناس في وجود المبررات اللازمة لها وهذه السياسة في تنفيذ الأمور استمرت حتى في عهد ابنه هنري الثامن.
يرى العديد من المؤرخين أن تولي هنري السابع للعرش هو السبب الرئيسي في نهاية حرب الوردتين بينما يرى آخرون أن حرب الوردتين استمرت إلى نهاية القرن الخامس عشر بسبب وجود عدد من المؤامرات الآتية من اليوركيين المطالبين بالعرش وإزالة هنري السابع من منصبه كحاكم لإنجلترا. بعد عامين فقط معركة بوسوورث تمرد اليوركيون بقيادة الإيرل جون دي لابول الذي كان قد أُختير من قبل ريتشارد الثالث وريثاً له ولكنه تصالح مع هنري بعد معركة بوسورث. وضع المتآمرون المطالبين بالعرش من أسرة يورك غلاماً يدعى لامبرت سيمنل ذو عشر سنوات من العمر ليكون حاكماً للبلاد من أسرة يورك وقد تميز لامبرت بشبهه الكبير بإدوارد بلانتاجنت، إيرل وارويك السابع عشر (ابن جورج بلانتيجينيه) عندما كان شاباً، إدَّعو أن لامبرت هو آخر الباقين على قيد الحياة المطالبين بالسلطة من أسرة يورك ولكن الخطة التي وضعها اليوركيين على وشك أن تفشل خاصة وأن الإيرل الحقيقي إدوارد بلانتاجنت، إيرل وارويك السابع عشر كان محبوساً لدى هنري السابع في برج لندن لذا قام هنري بالذهاب إلى لندن لفضح هذا الاحتيال. أمر هنري السابع إلباس الإيرل الحقيقي اللباس الملكي ليطوف في شوارع لندن على الأحصنة وليثبت للناس أن لامبرت سيمنل هو مجرد محتال والإيرل الحقيقي لايزال حيَّاً ولكنه مسجون في برج لندن، في تلك الأثناء كان لامبرت يُتوج ملكاً لإيرلندا باسم إدوارد السادس في كاتدرائية دبلن في شهر مايو من عام 1487. تواجه هنري السابع مع جيش جون دي لابول في معركة ستوكفيلد وفيها انتصر هنري السابع على إيرل لينكولن بعد مقتله في هذه المعركة. بعد انتهاء المعركة عفا هنري السابع عن التمرد الذي قام به لامبرت سيمنل وأرسله ليعمل في المطابخ الملكية. ومن ثم في وقت لاحق أصبح يعمل في رعاية صقور الملك هنري السابع.
في عام 1491م هُدِّد عرش هنري السابع من جديد بسبب ظهور متمرد جديد يدعى بيركن واربيك، فقد أدَّعى الأخير أنه الابن الأصغر لإدوارد الرابع (الأمير الصغير الذي كان محبوساً مع أخيه الأكبر في برج لندن وقُتلا فيه). قام واربيك بثورات ضد هنري السابع بدعم ومساعدة من ملك اسكتلندا جيمس الرابع وأيضاً من حكام دوقية بورغونيا. لم يستمر تمرده طويلاً فقد أُلقي القبض عليه في عام 1497م بعد فشل ثورة كورنيش الثانية وسجن في البرج مع إدوارد بلانتاجنت، إيرل وارويك السابع عشر، بعدها هرب واربيك من السجن ولكن ألقي القبض عليه في نفس العام وأعدم عن طريق شنقه في 23 نوفمبر من عام 1499م بينما أعدم وارويك في 29 نوفمبر.
في عهد ابن هنري السابع الملك هنري الثامن ظهرت ثورات مناهضة ضده من اليوركيون للإستيلاء على العرش استمرت حتى عام 1525م. من بين هؤلاء الأشخاص الذين تمردوا ضده دوق باكنغهام الثالث إدوارد ستافورد وإدموند دي لا بولي، بالإضافة لأخيه ريتشارد دي لابول الذي كان هو أيضاً قائداً للثورة المناهضة ضد هنري الثامن إلى أن توفي في 24 فبراير من عام 1525م في معركة بافيا. كان هؤلاء الأشخاص من سلالة يورك الحاكمة ولكنهم إستُبعدوا عن العرش في التسوية التي أقامها والده هنري تيودور بسبب موالاتهم لوودفيل. وقد وُضع الإصلاح الإنجليزي بسبب مخاوف هنري الثامن في الخلافة المتنازع عليها، هل عليه أن يضع وريثة أنثى لتولي العرش أو أن يضع طفله الرضيع الذي من الممكن أن يتعرض للخطر كما حصل معه خاصة في وجود الثورات والطامعين في الإستيلاء على العرش.

## نتيجة هذه الحرب وآثارها

وردة تيودور

لايزال المؤرخون في نقاش حول مدى تأثير هذه الحرب على الحياة الإنجليزية في العصور الوسطى، فقد أشار أحد المراجعين وهو مؤرخ إكسفورد كينيث بروس ماكفرلين أنه تمت المبالغة في هذه الصراعات بشكل كبير كما أنه لا يعتقد بحدوث الحرب من الأساس فكل ماحصل هو نوع من المبالغة بين الطرفين. فالعديد من المناطق لم تتأثر كثيراً من هذه الحروب ولاسيما في الجزء الشرقي من إنجلترا مثل شرق أنجليا.
مع كثرة عدد قتلاهم من النبلاء يعتقد المؤرخين أن هذه الحروب أسهمت في حدوث تغيرات في مجتمع الإقطاع الإنجليزي بسبب الآثار التي سببها وباء الموت الأسود، فقد ضعُفت السلطة الإقطاعية من النبلاء وتعزز الانسجام بين طبقة التجار، ونمت ملكية مركزية قوية تحت إمرة أسرة تيودور التي من وراء هذا كله بشرت بنهاية العصور الوسطى في إنجلترا وأسهمت في بناء عصر نهضة جديد.
وقد اقتُرح أيضا أن تأثير الصدمة من الحروب التي أتت من قِبل هنري السابع كان مبالغاً فيه وكانت هذه الغاية من المبالغة هو لتعظيم إنجازاته في قمع الثورات وإحلال السلام. لقد كان تأثير هذه الحروب على الطبقات الكادحة من التجار أقل بكثير مما كانت عليه في الحروب الطويلة من الحصار والنهب في فرنسا وأماكن أخرى في أوروبا والتي نُفِّذت من قِبل المرتزقة الذين استفادوا من إطالة أمد الحرب، وإن كانت هناك بعض الحصارات الطويلة في حرب الوردتين مثل حصار قلعة هارليتش وقلعة بامبور فقد كانت هاتان القلعتان موجودتان في مناطق نائية نسبياً وقليلة السكان، أما في المناطق المأهولة بالسكان فقد كانت الفصائل المتعاركة مع بعضها لديها الكثير مما خسرته في أثناء هذه الحرب وسعت في إنهاء هذا الصراع عن طريق المشاركة في معارك ضارية لوضع نهاية للخسائر التي أُلمّ بها كلا الطرفان.
العديد من المناطق قامت بفعل القليل للدفاع عن مُدنها في حين أن المناطق الأخرى لم تقم بفعل أي شيء وهذا من الممكن أن يشير إلى أن تلك المناطق كانت بمنأى وبأمان عن أحداث حرب الوردتين. لقد كانت أسوار مُدُنهم إما متروكة وهي على نفس الدمار الذي حصل لها أو قاموا بإعادة بناء هذه الأسورار. ففي حالة مدينة لندن استطاعت هذه المدينة أن تتجنب الدمار الآتي من الحروب عن طريق إقناع جيوش اليوركيين وجيوش اللانكاستريين بالبقاء بعيداً عن لندن بسبب عدم قدرة سكانها على إعادة بناء أسوار الدفاع عن مدينتهم.
لعبت الفصائل مثل ملوك فرنسا، اسكتلندا وكذلك الدوقات من بورجوندي ضد بعضها البعض وتعهدت بتقديم مساعدات عسكرية ومالية ومنح اللجوء لهزم النبلاء والأدعياء الذين كانوا ضد السلطة والملوك، فقد كان الملوك على علم أنه في حالة ترك هذا التمرد فإنه من الممكن أن يتسبب في نزعهم من السلطة لذا فقد قام الملوك بقمع أي ثورة تهدد فيها عرشهم الملكي وليمنعوا إنجلترا القوية من أن تشن الحرب عليهم. كانت الفترة التي تلت هذه الحرب تشكل ناقوس الموت بالنسبة لجيوش البارونات الكبيرة الذي تسببت في تأجيج الصراعات. لقد حذر هنري السابع من القتال وهذا التحذير قد كبح من قوة البارونات، فبسبب هذا التحذير أزال حقهم في تزويد جيوشهم العسكرية من الجنود والعتاد لذلك فإنه لايمكنهم شن الحرب على بعضهم البعض أو على الملك. ونتيجةً لهذا القرار انفضت القوة العسكرية للبارونات وأصبح البلاط الملكي لتيودور كمحكمة شرعية والمكان الوحيد الذي فيه تُحل مشاحنات البارونات بتأثير من العاهل نفسه.
خلال الحروب أُبيد القليل من منازل النبلاء، ففي الفترة التي كانت قبل اندلاع هذه الحرب مابين 1425م و1449م كان هناك اندثار لسلالة النبلاء، فقد كان عددهم قبل هذه الحرب (25) وفي خلال فترة القتال نقص إلى (24) سلالة نبيلة بين 1450م و1474م، لقد مات أكثر النبلاء شهرة وطموحاً في هذه الحروب وبعد فترة لاحقة من بدء الحرب قام عدد قليل من النبلاء بالمشاركة بالحرب فقد كانوا على استعداد للمخاطرة بحياتهم وبألقابهم من أجل صراع نهايته غير مؤكدة.

## التسلسل الزمني لمعارك حرب الوردتين

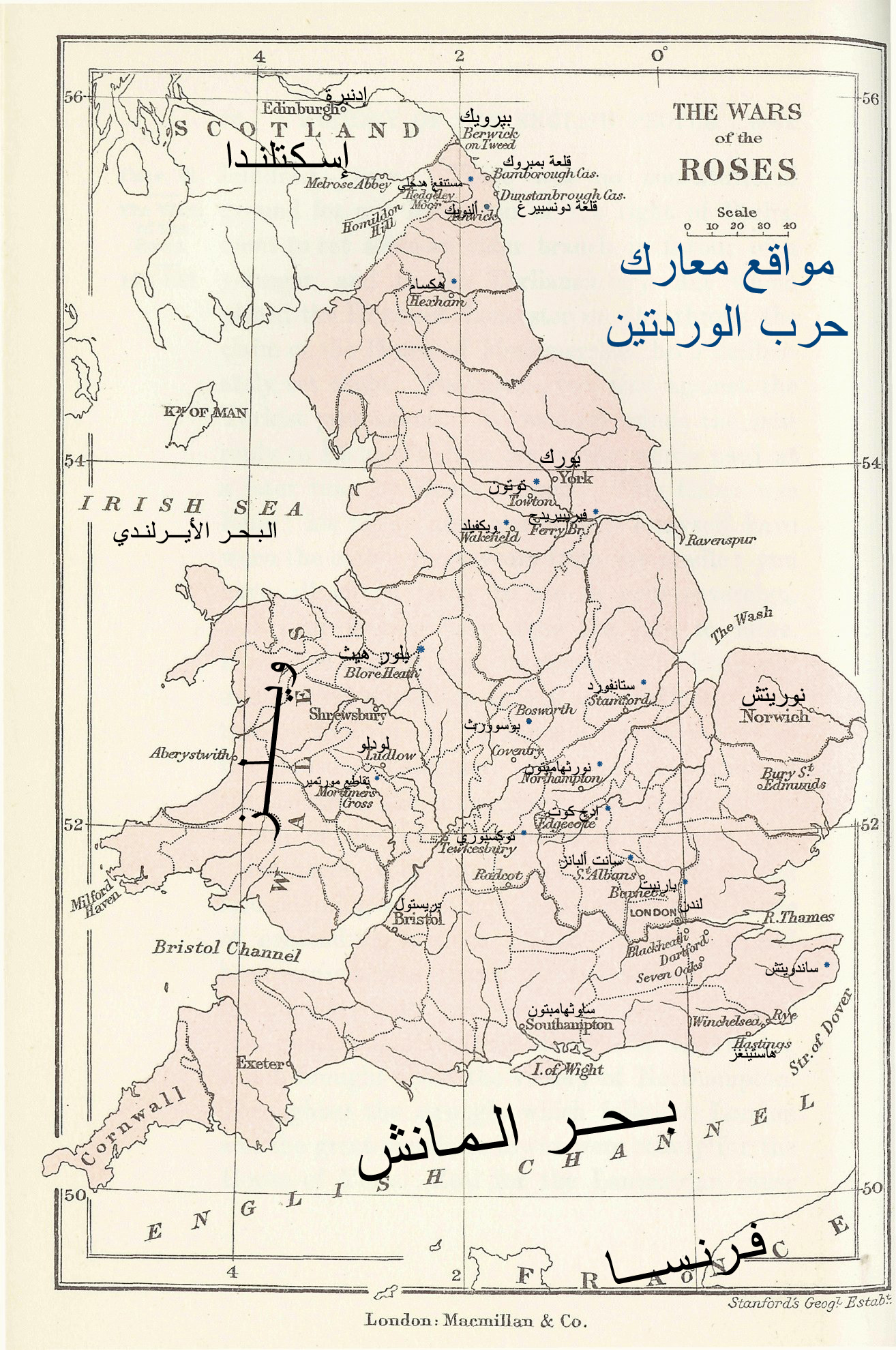
خريطة توضح فيها مواقع معارك حرب الوردتين

- 22 مايو 1455م بدء أولى معارك حرب الوردتين معركة سانت ألبانز الأولى والتي فيها انتصر جيش أسرة يورك .
- 23 سبتمبر 1459م وقوع معركة بلور هيث والتي فيها انتصر جيش أسرة يورك .
- 12 أكتوبر 1459م وقوع معركة جسر لودفورد والانتصار الأول لجيش أسرة لانكاستر .
- 10 يوليو 1460م وقوع معركة نورثهامبتون والتي فيها انتصر جيش أسرة يورك .
- 30 ديسمبر 1460م وقوع معركة ويكفيلد والتي فيها انتصر جيش أسرة لانكاستر .
- 2 فبراير 1461م وقوع معركة تقاطع مورتيمر والتي فيها انتصر جيش أسرة يورك .
- 17 فبراير 1461م وقوع معركة سانت ألبانز الثانية والتي فيها انتصر جيش أسرة لانكاستر .
- 28 مارس 1461م وقوع معركة فيريبريدج والتي فيها انتصر جيش أسرة يورك .
- 29 مارس 1461م وقوع معركة توتون والتي فيها انتصر جيش أسرة يورك .
- 25 أبريل 1464م وقوع معركة مستنقع هدجلي والتي فيها انتصر جيش أسرة يورك .
- 15 مايو 1464م وقوع معركة هكسهام والتي فيها انتصر جيش أسرة يورك .
- 26 يوليو 1469م وقوع معركة مستنقع إدجكوت والتي فيها انتصر جيش أسرة لانكاستر
- 12 مارس 1470م وقوع معركة حقل لوسكوت والتي فيها انتصر جيش أسرة يورك .
- 14 أبريل 1471م وقوع معركة بارنيت والتي فيها انتصر جيش أسرة يورك .
- 4 مايو 1471م وقوع معركة توكسبوري والتي فيها انتصر جيش أسرة يورك .
- 22 أغسطس 1485م وقوع معركة بوسوورث التي فيها انتصر هنري تيودور ونتيجة لهذا النصر أصبح هنري يسمى بهنري السابع ملك إنجلترا وأنشأ سلالة تيودور الحاكمة .
- 16 يونيو 1487م وقوع معركة ستوكفيلد والتي فيها انتصر هنري السابع (هنري تيودور سابقاً) .

## الشخصيات الرئيسية
- ملوك إنجلترا
  - هنري السادس (لانكاستر)
  - إدوارد الرابع (يورك)
  - إدوارد الخامس (يورك)
  - ريتشارد الثالث (يورك)
  - هنري السابع (تيودور من نسل لانكاستر تزوج من وريثة عائلة يورك)
- الخصوم المعارضة 1455–87
  - أسرة يورك
    - إليزابيث وودفيل زوجة إدوارد الرابع
    - آن نيفيل زوجة ريتشارد الثالث
    - جورج بلانتيجينيه
    - ريتشارد يورك
    - ريتشارد نيفيل ('صانع الملوك')
    - ريتشارد نيفيل
    - جون نيفيل
    - ويليام نيفيل
    - توماس نيفيل
    - ويليام هربرت
    - ويليام هاستينغز
    - جون هاورد

  - أسرة لانكاستر
    - مارغريت الأنجوية زوجة هنري السادس
    - مارغريت بوفورت والدة هنري السابع
    - هنري هولاند
    - هنري بيرسي
    - هنري بيرسي
    - ريتشارد نيفيل ('صانع الملوك')
    - إدموند بوفورت، دوق سومرست الثاني
    - هنري بوفورت
    - إدموند بوفورت، دوق سومرست الرابع
    - جون كليفورد
    - جاسبر تيودور
    - جون دي فير
    - همفري ستافورد

## في الأدب

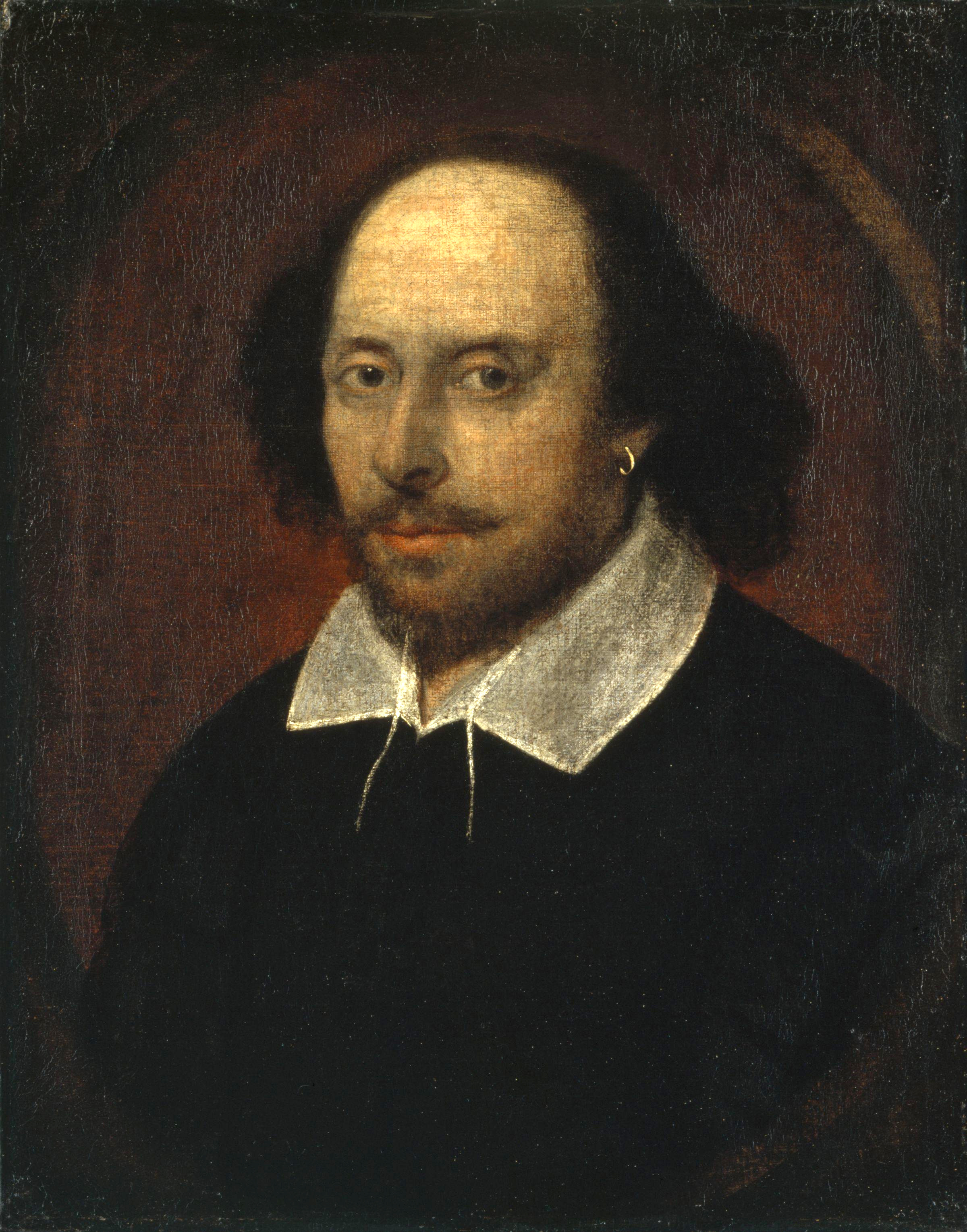
ويليام شكسبير

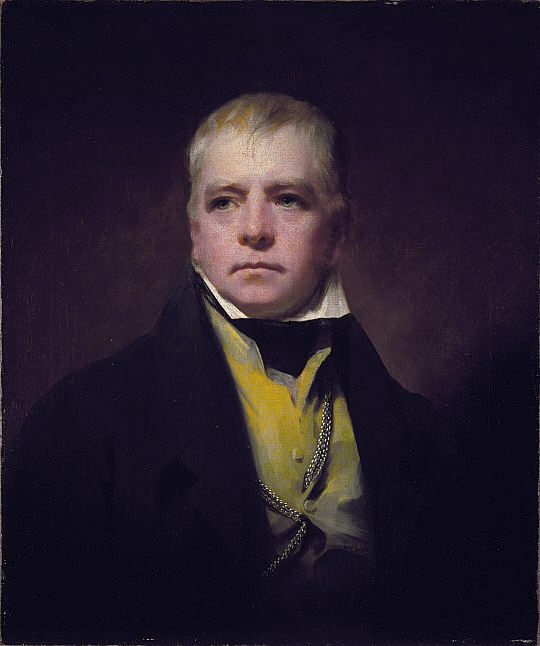
السير والتر سكوت

كتبت العديد من الروايات التاريخية التي تتحدث عن تلك الفترة الزمنية لحرب الوردتين، ففي عام 1591م كتب الكاتب الإنجليزي ويليام شكسبير (هناك احتمال بأن من كتبها هو توماس ناش) مسرحيته التاريخية هنري السادس بأجزائها الثلاثة الذي تتحدث عن هنري السادس، ففي الجزء الأول من المسرحية تطرق عن حياة الملك وفقدانه للأراضي الإنجليزية لصالح فرنسا في حرب المئة عام ومكائده السياسية التي أدت إلى نشوء حرب الوردتين وهذا الجزء بآراء النقاد هو الأضعف من بين جميع الأجزاء، أما في الجزء الثاني فقد ركزت الرواية المسرحية على عدم قدرة هنري السادس في قمع المشاحنات والصراعات التي واجهها مع النبلاء إضافة إلى وفاة مستشاره الذي وثق به همفري لانكاستر وصعود ريتشارد يورك للسلطة وحتمية الصراع المسلح الذي بدأ بمعركة سانت ألبانز الأولى أولى معارك حرب ردتين، وبسبب كل هذه الأحداث يعتقد النقاد أن الجزء الثاني هو الأفضل بين هذه الأجزاء الثلاثة. بينما الجزء الثالث احتوى على أطول المناجاة الفردية من بين جميع مسرحيات شكسبير، ارتبط هذا الجزء بأهوال هذا الصراع والمعارك لهذه الحرب التي تسببت في تمزق النظام السياسي الإنجليزي.
في عام 1829 من القرن 19 ذكرت أحداث هذه الحرب والخلاف بين اللانكاستريين مع اليوركيين في رواية السير والتر سكوت Anne of Geierstein, or The Maiden of the Mist، والتي تتحدث عن الأوضاع في أوروبا الوسطى وبالتحديد في سويسرا بعد انتصار جيش أسرة يورك في معركة توكسبوري عام 1471.

## في الإعلام

مسلسل أسرة تيودور

أنتج مسلسل وفلمان عن تلك الحقبة من العصور الوسطى والصراعات التي تسببت في ظهور حرب الوردتين منها:
- في عام 2007 أنتجت شبكة شوتايم مسلسل أسرة تيودور، وحينما عُرض لأول مرة حصل على أعلى نسبة مشاهدة بين عدة مسلسلات لهذه الشبكة منذ ثلاث سنوات.[154]
- في عام 1987 أُنتج الفيلم البريطاني معركة تقاطع مورتيمير.
- في عام 2001 أُنتج الفيلم الوثائقي البريطاني الحروب في القرون الوسطى: حرب الوردتين
- في عام 2013 أنتجت BBC بالتعاون مع STARZ مسلسل الملكة البيضاء.